# Lokalbahn Innsbruck–Hall in Tirol
| Streckenlänge: | 12,143 km           |                                                       |                                                       |
| Spurweite: | 1000 mm (Meterspur) |                                                       |                                                       |
| Stromsystem: | 600 / 1200 Volt =   |                                                       |                                                       |
| Maximale Neigung: | 25 ‰                |                                                       |                                                       |
| Minimaler Radius: | 50 m                |                                                       |                                                       |
| |                     |                                                       |                                                       |
| \| \| \| Bergiselbahnhof (Endstation bis 1929) \| \| \| \| \| Arlbergbahn (niveaugleiche Kreuzung bis 1955) \| \| \| \| \| Wiltener Platzl (Endstation 1929 bis 1939) \| \| \| \| \| von und zum Westbahnhof (bis 1938) \| \| \| \| \| Schulgasse \| \| \| \| \| \| \| \| \| \| Hauptbahnhof (Endstation ab 1939) \| \| \| \| \| Salurnerstraße (ab 1939) \| \| \| \| \| Triumphpforte (bis 1939) \| \| \| \| \| Leopoldstraße / Abzweigung Triumphpforte \| \| \| \| \| von der Hauptpost (bis 1938) \| \| \| \| \| Maximilianstraße / Abzweigung Triumphpforte \| \| \| \| \| Abzweig Anichstraße, von und zum Westbahnhof \| \| \| \| \| Maria-Theresien-Straße \| \| \| \| \| Burggraben / Marktgraben \| \| \| \| \| Stainerstraße (bis 1939) \| \| \| \| \| Marktgraben (bis 1939) \| \| \| \| \| Museumstraße \| \| \| \| \| Innbrücke (bis 1939) \| \| \| \| \| Brunecker Straße \| \| \| \| \| Abzweig Brunecker Straße nach Pradl \| \| \| \| \| Abzweig Brunecker Straße von Pradl \| \| \| \| \| Hofgarten (bis 1939) \| \| \| \| \| Bundesbahndirektion \| \| \| \| \| Handelsakademie (bis 1939) \| \| \| \| \| Schuhmanngasse (bis 1939) \| \| \| \| \| Haydnplatz \| \| \| \| \| Rennweg / Siebererstraße / Falkstraße \| \| \| \| \| Hungerburgbahn (stadteinwärts) \| \| \| \| \| Abzweig Falkstraße \| \| \| \| \| Abzweig Falkstraße \| \| \| \| \| Hungerburgbahn (stadtauswärts) \| \| \| \| \| Kettenbrücke über den Inn \| \| \| \| \| Lodenfabrik \| \| \| \| \| Bahnstrecke Kufstein–Innsbruck \| \| \| \| \| Arbeiterbäckerei \| \| \| \| \| Reichenauer Brücke \| \| \| \| \| Schießstand Neu-Rum \| \| \| \| \| Rumer Hof \| \| \| \| \| Thaur \| \| \| \| \| Haller Au \| \| \| \| \| Loretto \| \| \| \| \| Lorettobrücke über die Bahnstrecke Kufstein–Innsbruck \| \| \| \| \| Röhrenwerke \| \| \| \| \| Kugelanger \| \| \| \| \| Solbad Hall Unterer Stadtplatz \| \| |                     |                                                       |                                                       |
| Kopfbahnhof Streckenanfang (Strecke außer Betrieb) |                     | Bergiselbahnhof (Endstation bis 1929)                 | Bergiselbahnhof (Endstation bis 1929)                 |
| Kreuzung (Strecke geradeaus außer Betrieb) |                     | Arlbergbahn (niveaugleiche Kreuzung bis 1955)         | Arlbergbahn (niveaugleiche Kreuzung bis 1955)         |
| Bahnhof (Strecke außer Betrieb) |                     | Wiltener Platzl (Endstation 1929 bis 1939)            | Wiltener Platzl (Endstation 1929 bis 1939)            |
| Abzweig mit U-Bahn geradeaus und von links (Strecke außer Betrieb) |                     | von und zum Westbahnhof (bis 1938)                    | von und zum Westbahnhof (bis 1938)                    |
| Haltepunkt / Haltestelle (Strecke außer Betrieb) |                     | Schulgasse                                            | Schulgasse                                            |
| U-Bahn-Strecke von links (außer Betrieb) · U-Bahn-Strecke von rechts (außer Betrieb) · Strecke (außer Betrieb) |                     |                                                       |                                                       |
| U-Bahn-Bahnhof (Strecke außer Betrieb) · U-Bahn-Strecke geradeaus (außer Betrieb) · Strecke (außer Betrieb) |                     | Hauptbahnhof (Endstation ab 1939)                     | Hauptbahnhof (Endstation ab 1939)                     |
| U-Bahn-Strecke (außer Betrieb) · U-Bahn-Haltepunkt / Haltestelle (Strecke außer Betrieb) · Strecke (außer Betrieb) |                     | Salurnerstraße (ab 1939)                              | Salurnerstraße (ab 1939)                              |
| U-Bahn-Strecke (außer Betrieb) · U-Bahn-Strecke geradeaus (außer Betrieb) · Haltepunkt / Haltestelle (Strecke außer Betrieb) |                     | Triumphpforte (bis 1939)                              | Triumphpforte (bis 1939)                              |
| U-Bahn-Strecke (außer Betrieb) · U-Bahn-Abzweig geradeaus und nach links (Strecke außer Betrieb) · Abzweig mit U-Bahn geradeaus und nach rechts (Strecke außer Betrieb) |                     | Leopoldstraße / Abzweigung Triumphpforte              | Leopoldstraße / Abzweigung Triumphpforte              |
| U-Bahn-Strecke (außer Betrieb) · U-Bahn-Abzweig geradeaus und nach links (Strecke außer Betrieb) · Kreuzung mit U-Bahn (Strecken außer Betrieb) |                     | von der Hauptpost (bis 1938)                          | von der Hauptpost (bis 1938)                          |
| U-Bahn-Strecke (außer Betrieb) · U-Bahn-Strecke nach links (außer Betrieb) · Abzweig mit U-Bahn geradeaus und von rechts (Strecke außer Betrieb) |                     | Maximilianstraße / Abzweigung Triumphpforte           | Maximilianstraße / Abzweigung Triumphpforte           |
| U-Bahn-Strecke (außer Betrieb) · Abzweig mit U-Bahn geradeaus und von links (Strecke außer Betrieb) |                     | Abzweig Anichstraße, von und zum Westbahnhof          | Abzweig Anichstraße, von und zum Westbahnhof          |
| U-Bahn-Strecke (außer Betrieb) · Bahnhof (Strecke außer Betrieb) |                     | Maria-Theresien-Straße                                | Maria-Theresien-Straße                                |
| U-Bahn-Strecke (außer Betrieb) · U-Bahn-Strecke von links (außer Betrieb) · Abzweig mit U-Bahn geradeaus und nach rechts (Strecke außer Betrieb) |                     | Burggraben / Marktgraben                              | Burggraben / Marktgraben                              |
| U-Bahn-Strecke (außer Betrieb) · U-Bahn-Strecke geradeaus (außer Betrieb) · Haltepunkt / Haltestelle (Strecke außer Betrieb) |                     | Stainerstraße (bis 1939)                              | Stainerstraße (bis 1939)                              |
| U-Bahn-Strecke (außer Betrieb) · U-Bahn-Strecke geradeaus (außer Betrieb) · Haltepunkt / Haltestelle (Strecke außer Betrieb) |                     | Marktgraben (bis 1939)                                | Marktgraben (bis 1939)                                |
| U-Bahn-Strecke (außer Betrieb) · U-Bahn-Haltepunkt / Haltestelle (Strecke außer Betrieb) · Strecke (außer Betrieb) |                     | Museumstraße                                          | Museumstraße                                          |
| U-Bahn-Strecke (außer Betrieb) · U-Bahn-Strecke geradeaus (außer Betrieb) · Haltepunkt / Haltestelle (Strecke außer Betrieb) |                     | Innbrücke (bis 1939)                                  | Innbrücke (bis 1939)                                  |
| U-Bahn-Haltepunkt / Haltestelle (Strecke außer Betrieb) · U-Bahn-Haltepunkt / Haltestelle (Strecke außer Betrieb) · Strecke (außer Betrieb) |                     | Brunecker Straße                                      | Brunecker Straße                                      |
| U-Bahn-Abzweig geradeaus und nach rechts (Strecke außer Betrieb) · U-Bahn-Strecke geradeaus (außer Betrieb) · Strecke (außer Betrieb) |                     | Abzweig Brunecker Straße nach Pradl                   | Abzweig Brunecker Straße nach Pradl                   |
| U-Bahn-Kreuzung (Strecken außer Betrieb) · U-Bahn-Abzweig geradeaus und nach rechts (Strecke außer Betrieb) · Strecke (außer Betrieb) |                     | Abzweig Brunecker Straße von Pradl                    | Abzweig Brunecker Straße von Pradl                    |
| U-Bahn-Strecke (außer Betrieb) · U-Bahn-Strecke geradeaus (außer Betrieb) · Haltepunkt / Haltestelle (Strecke außer Betrieb) |                     | Hofgarten (bis 1939)                                  | Hofgarten (bis 1939)                                  |
| U-Bahn-Haltepunkt / Haltestelle (Strecke außer Betrieb) · U-Bahn-Haltepunkt / Haltestelle (Strecke außer Betrieb) · Strecke (außer Betrieb) |                     | Bundesbahndirektion                                   | Bundesbahndirektion                                   |
| U-Bahn-Strecke (außer Betrieb) · U-Bahn-Strecke geradeaus (außer Betrieb) · Bahnhof (Strecke außer Betrieb) |                     | Handelsakademie (bis 1939)                            | Handelsakademie (bis 1939)                            |
| U-Bahn-Strecke (außer Betrieb) · U-Bahn-Strecke geradeaus (außer Betrieb) · Haltepunkt / Haltestelle (Strecke außer Betrieb) |                     | Schuhmanngasse (bis 1939)                             | Schuhmanngasse (bis 1939)                             |
| U-Bahn-Haltepunkt / Haltestelle (Strecke außer Betrieb) · U-Bahn-Strecke geradeaus (außer Betrieb) · Strecke (außer Betrieb) |                     | Haydnplatz                                            | Haydnplatz                                            |
| U-Bahn-Strecke (außer Betrieb) · U-Bahn-Strecke nach links (außer Betrieb) · Abzweig mit U-Bahn geradeaus und von rechts (Strecke außer Betrieb) |                     | Rennweg / Siebererstraße / Falkstraße                 | Rennweg / Siebererstraße / Falkstraße                 |
| U-Bahn-Strecke (außer Betrieb) · Haltepunkt / Haltestelle (Strecke außer Betrieb) |                     | Hungerburgbahn (stadteinwärts)                        | Hungerburgbahn (stadteinwärts)                        |
| U-Bahn-Strecke nach links (außer Betrieb) · U-Bahn-Abzweig quer und von rechts (Strecke außer Betrieb) · Abzweig mit U-Bahn geradeaus und nach rechts (Strecke außer Betrieb) |                     | Abzweig Falkstraße                                    | Abzweig Falkstraße                                    |
| U-Bahn-Strecke nach links (außer Betrieb) · Abzweig mit U-Bahn geradeaus und von rechts (Strecke außer Betrieb) |                     | Abzweig Falkstraße                                    | Abzweig Falkstraße                                    |
| Haltepunkt / Haltestelle (Strecke außer Betrieb) |                     | Hungerburgbahn (stadtauswärts)                        | Hungerburgbahn (stadtauswärts)                        |
| Brücke über Wasserlauf (Strecke außer Betrieb) |                     | Kettenbrücke über den Inn                             | Kettenbrücke über den Inn                             |
| Haltepunkt / Haltestelle (Strecke außer Betrieb) |                     | Lodenfabrik                                           | Lodenfabrik                                           |
| Kreuzung geradeaus unten (Strecke geradeaus außer Betrieb) |                     | Bahnstrecke Kufstein–Innsbruck                        | Bahnstrecke Kufstein–Innsbruck                        |
| Haltepunkt / Haltestelle (Strecke außer Betrieb) |                     | Arbeiterbäckerei                                      | Arbeiterbäckerei                                      |
| Haltepunkt / Haltestelle (Strecke außer Betrieb) |                     | Reichenauer Brücke                                    | Reichenauer Brücke                                    |
| Haltepunkt / Haltestelle (Strecke außer Betrieb) |                     | Schießstand Neu-Rum                                   | Schießstand Neu-Rum                                   |
| Haltepunkt / Haltestelle (Strecke außer Betrieb) |                     | Rumer Hof                                             | Rumer Hof                                             |
| Bahnhof (Strecke außer Betrieb) |                     | Thaur                                                 | Thaur                                                 |
| Haltepunkt / Haltestelle (Strecke außer Betrieb) |                     | Haller Au                                             | Haller Au                                             |
| Haltepunkt / Haltestelle (Strecke außer Betrieb) |                     | Loretto                                               | Loretto                                               |
| Kreuzung geradeaus oben (Strecke geradeaus außer Betrieb) |                     | Lorettobrücke über die Bahnstrecke Kufstein–Innsbruck | Lorettobrücke über die Bahnstrecke Kufstein–Innsbruck |
| Haltepunkt / Haltestelle (Strecke außer Betrieb) |                     | Röhrenwerke                                           | Röhrenwerke                                           |
| Haltepunkt / Haltestelle (Strecke außer Betrieb) |                     | Kugelanger                                            | Kugelanger                                            |
| Kopfbahnhof Streckenende (Strecke außer Betrieb) |                     | Solbad Hall Unterer Stadtplatz                        | Solbad Hall Unterer Stadtplatz                        |

Die Lokalbahn Innsbruck–Hall in Tirol, auch Hallerbahn, Haller, alte Haller oder – gemäß ihrer ab 1909 verwendeten Liniennummer – Vierer genannt, war eine meterspurige Schmalspurbahn. Sie verband die Tiroler Landeshauptstadt Innsbruck mit den Umlandgemeinden Rum, Thaur und Hall. Aus der Lokalbahn, die von der gleichnamigen Gesellschaft betrieben wurde, entwickelte sich später das Innsbrucker Straßenbahnnetz.

## Geschichte

### Planung und Bau
Bereits in den 1830er Jahren existierten Planungen für eine Eisenbahnstrecke von München nach Innsbruck. Allerdings geriet das Projekt ins Stocken und wurde erst 1866 mit dem Bau der Brennerbahn realisiert. Um in Tirol dennoch Erfahrungen mit dem Bahnbau zu sammeln, wurde eine Bahnstrecke zwischen Innsbruck und Hall vorgeschlagen. Sie sollte beim Mautgebäude – wo heute die Dogana steht – ihren Ausgangspunkt haben, zum Zeughaus führen, und dort die Sill und gleich darauf den Inn überqueren und der Reichsstraße nach Hall folgen. Dort sollte sie an die Innschifffahrt Anschluss haben, die dort ihren Umschlagplatz hatte. Dieses Projekt erreichte allerdings nie das Planungsstadium.
1887 wurde schließlich der Plan wieder aufgenommen, eine Lokalbahn von Innsbruck nach Hall zu führen. Die schmalspurig geplante Bahn sollte teilweise mit Pferden und teilweise mit Dampftraktion betrieben werden und eventuell auch bis ins bis 1904 noch eigenständige Wilten im Süden verlängert werden. Die vier Investoren, der Bankier Louis Hirsch, der Gaswerksbesitzer August Riedinger, Hermann Ritter von Schwind und der Besitzer des Gasthofs Dollinger Anton Prantl, erhielten im November die Bewilligung zur Durchführung technischer Vorarbeiten.
Rund ein Jahr später, im November 1888 kam es schließlich zum Konzessionsansuchen. Als Ausgangspunkt der Bahn war der Untere Stadtplatz in Hall angedacht, nahe dem sich auch ein Lokomotivschuppen und das Administrationsgebäude befinden sollte. Von dort sollte die Strecke der Salzburgerstraße (heute Hallerstraße beziehungsweise Bundesstraße) entlang durch die Gemeinden Thaur, Rum, Arzl und Mühlau führen. Beim Gasthof Dollinger war ein kleiner Lokomotivschuppen, wie auch eine Wasserstation geplant. Danach sollte die Strecke den Inn bei der Kettenbrücke überqueren, und durch den gerade im Bau befindlichen Saggen führen, dem Hofgarten entlang zum Rennweg und dort dann den Englischen Garten durchquerend über das Herzog-Otto-Ufer die Innbrücke erreichen. Über den Marktgraben, die Maria-Theresien-Straße und den Bozner Platz, sollte der damalige Südbahnhof (heute Hauptbahnhof) erreicht werden, wo sich die Endhaltestelle vor dem Hotel Tyrol befinden sollte. Zu diesem Zeitpunkt stand bereits fest, dass der Betrieb alleine mit Dampflokomotiven bewältigt werden solle. Im September 1889 wurde schließlich die Konzession auf 90 Jahre erteilt. Innerhalb von zwei Jahren sollte die Bahn gebaut werden. Der Bau sollte beim Landhaus beginnen, von wo auch eine Zweigstrecke nach Wilten führen sollte. Die größte Steigung sollte 25 Promille betragen und der kleinste Kurvenradius 30 Meter sein. Mit der Stadt Innsbruck handelte die Gesellschaft einen Vertrag aus, der die kostenlose Benützung der Straßen durch die Lokalbahn vorsah. Das Hofärar beeinspruchte die Führung der Bahn durch den Englischen Garten, womit die Bahn dem Rennweg weiter bis zum Mauthaus folgen musste, und dort erst zum Herzog-Otto-Ufer schwenken konnte. Zu Beginn des Jahres 1890 wurde der Plan fallen gelassen, die Zweigstrecke von der Maria-Theresien-Straße zum Südbahnhof zu bauen, aber dafür wurde die Strecke zum Bergisel gleich ausgeführt. Dies wurde vom damaligen Bürgermeister Heinrich Falk gewünscht, um den Ausflüglern den Weg durch die Leopoldstraße zu ersparen.
Am 21. Mai 1890 kam es zur politischen Begehung der Strecke. Der Wiltener Bürgermeister forderte, dass die Strecke durch Wilten mit Pferden betrieben werden solle, um die Brandgefahr einzudämmen. Zumindest aber sollten geräuscharme Dampflokomotiven verwendet werden, um Zugtiere von Fuhrwerken nicht zu beunruhigen. Der Endbahnhof war vor dem Gasthaus Bierstindl geplant, das gleichzeitig als Warteraum verwendet werden konnte. Der Bau wurde weiterhin dadurch verzögert, dass die Strecke entlang der Hallerstraße öfters umgeplant werden musste. Forderten die Thaurer Bauern noch im Vorjahr, dass die Bahnstrecke nördlich der Reichsstraße verlaufen solle, so forderten sie nun, dass die Strecke auf deren Südseite verlaufen solle. Den größten Rückschlag erhielten die Konzessionäre, als das geplante Grundstück für den Betriebshof und die Werkstätten im Saggen nicht erworben werden konnten. Dadurch mussten die Fahrpläne und Zugkreuzungen überarbeitet werden. Mitte 1890 einigte man sich mit dem Bürgermeister von Wilten darauf, dass die Strecke nicht bis zum Bierstindl geführt werden solle, sondern bereits etwas früher bei der Brennerstraße enden solle. Auch wurde nun geplant, den Betriebshof und die Werkstätten zwischen der heutigen Klostergasse und der Brennerstraße zu errichten. Zusätzlich musste im Saggen umgeplant werden. Standen 1888 kaum noch Häuser, wurden in der Zwischenzeit zahlreiche Villen errichtet. Damit musste sich die Bahntrasse nach den neu gebauten Straßen richten. Auch wurde nun entschieden, die Lokalbahn auf der südlichen Seite der Reichsstraße selbst nach Hall zu führen. Dafür musste die Lokalbahngesellschaft allerdings auch die Unterhaltung der Straße übernehmen.
Am 30. Oktober 1890 fand die erste amtliche Probefahrt einer Dampflokomotive zwischen Mühlau und Loretto statt, wobei die Maschine 40 km/h erreichte. Für diesen Betrieb vor der offiziellen Betriebsbewilligung erhielt von Schwind, der das Lokalbahnkonsortium nach außen hin vertrat, jedoch eine Rüge des Ministeriums. Da er adelig war, zog dies keine weiteren Maßnahmen nach sich, als die Verzögerung des Baus. Dies war aber nicht die einzige Verfehlung seinerseits. Im Dezember kam es zu Bauverhandlungen für die Wagenremise und Bürogebäude. Allerdings waren die Gebäude schon fertiggestellt und wichen von den Einreichplänen ab.
Anfang Mai 1891 ersuchte von Schwind die Stadt um den Erlass von Verkehrsvorschriften für die Straßenzüge, durch die die Lokalbahn führte. Bei dem während des Baus betriebenen Materialzügen zeigte sich, dass zahlreiche Fuhrwerke immer wieder auf den Schienen abgestellt wurden oder auch Personen zu wenig Abstand hielten und Unfälle nur knapp vermieden werden konnten. Ursprünglich sollte die Lokalbahn bereits am 16. Mai 1891 eröffnet werden. Allerdings wurden dem Ministerium noch keine Fahrpläne, Tarife und Dienstbestimmungen vorgelegt, womit die Betriebsbewilligung nicht gegeben wurde. Am 20. Mai kam es zur polizeilichen Überprüfung. Da allerdings unter anderem Kilometerpfosten, Grenzmarken und Warntafeln fehlten, wurde die Überprüfung um zwei Wochen verschoben. Auch war die Sicherungsanlage bei der niveaugleichen Kreuzung mit der Südbahn bei Loretto unzureichend. So zeigte das Signal der Südbahn rot, während das Signal der Lokalbahn daneben gleichzeitig grün zeigte. Daraufhin wurde das grüne Licht der Lokalbahn durch ein blaues ersetzt.

### Dampfära (1891–1909)

Fabrikfoto der Lokomotive 2

Zug nach der Ankunft am Bergiselbahnhof

Zug in der Falkstraße in Richtung Hall

Am 1. Juni 1891 wurde die Lokalbahn schließlich eröffnet, ohne die Betriebsbewilligung abzuwarten. Die Bahn fuhr vorerst im Stundentakt. Zu diesem Zeitpunkt standen der Lokalbahn bereits vier Lokomotiven, neun Personenwagen und zwei gedeckte Güterwagen zur Verfügung. Sechs weitere Personenwagen waren bereits bestellt. Die Strecke war 12,143 Kilometer lang und eine Fahrt im Stadtgebiet von Innsbruck kostete fünf Kreuzer, die Fahrt in eine benachbarte Gemeinde acht Kreuzer, und wurde pro weiterer Gemeinde um zwei Kreuzer teurer.
Die Bahn durfte anfangs auf eigenen Bahnkörpern 25 km/h fahren, innerhalb der Ortschaften 10 km/h und außerhalb bei Tag 18 km/h und in der Nacht 12 km/h. Bereits Anfang September wurde die Geschwindigkeitsbeschränkung bei Nacht auf 18 km/h angehoben. 1892 wurden zwei weitere Loks angeliefert. Zukünftig sollte ein Halbstundentakt nach Hall angestrebt werden, weswegen die Lokalbahn mit dem Bau einer Ausweiche in Thaur begann, wiederum ohne Genehmigung, was zu zahlreichen Nachbesserungen führte. Durch den Einbau von Kanälen, Kabeln und Gasleitungen in die Innsbrucker Straßen war das Gleisniveau ein Jahr nach der Eröffnung stark abgesunken. Allerdings war die Lokalbahngesellschaft vertraglich dazu verpflichtet, die Strecke ein Jahr nach deren Eröffnung neu zu nivellieren. Dies geschah allerdings ohne Einvernehmen mit der Stadt, wodurch die Gleise teilweise bis zu acht Zentimeter über das Straßenniveau herausragten und der Fuhrwerksverkehr an manchen Stellen zum Erliegen kam. Das Regenwasser konnte nun nicht mehr abrinnen, wodurch es auch zu Schäden am Gleiskörper kam. Die Gesellschaft versuchte die Stadt auf Schadensersatz zu klagen. Mitte Mai ging die Ausweiche Thaur ohne Betriebsbewilligung in Betrieb, was von Schwind wiederum eine Klage, allerdings ohne Folgen, eintrug. Weiters wurden im Mai vier offene Aussichtswagen bestellt. Im November kam es schließlich zur Kollaudierung der Bahn.
Im Winter 1893 klagten die Gemeinden Arzl, Rum, Thaur und Absam darüber, dass die Lokalbahngesellschaft der Pflicht zur Erhaltung der Straße nicht nachkäme, und der Schnee von der Strecke sogar auf die Straße geräumt werde. Dies führte dazu, dass die Strecke nun neben der Straße verlegt werden sollte, womit die Lokalbahn auch nicht mehr für die Straßenerhaltung zuständig gewesen wäre. Zu dieser Zeit verkehrten im Winter 180 Züge und im Sommer 302 wöchentlich. Im Mai wurde von der Haltestelle Saggen zum Ausstellungsgelände (Messe) ein Gleis verlegt, auf dem ein Kurswagen mit Pferd gezogen wurde. Allerdings erwies sich der Betrieb bei weitem als nicht rentabel, weswegen er bald wieder eingestellt wurde. Am 17. Juni 1893 wurde die Gesellschaft Localbahn Innsbruck – Hall in Tirol (kurz L.B.I.H.i.T., im Volksmund als Langsam bin ich halt im Tempo verballhornt) gegründet. Am 28. September besuchte Kaiser Franz Joseph I. Innsbruck. Mit der Lokalbahn gelangte er zum Landesschießstand, hierfür baute das Unternehmen eigens einen Beiwagen zu einem Salonwagen um und stattete diesen unter anderem mit Polstersitzen aus. Dieser Wagen wurde in den folgenden Jahren noch von Offizieren der Haller Garnison verwendet. 1893 wurden fünf weitere Personenwagen und ein Güterwagen bestellt, letzterer konnte als Fakultativwagen alternativ auch für die Personenbeförderung verwenden werden.
Der Verkehr verlief die nächsten Jahre zufriedenstellend, aufgrund überfüllter Züge wurden 1900 noch zwei weitere baugleiche Lokomotiven und sechs baugleiche Beiwagen bestellt, welche Anfang 1901 in Betrieb gingen. Ende 1902 wurde damit begonnen den Lokomotivschuppen am Bergiselbahnhof zu vergrößern, damit dort auch die Maschinen der Mittelgebirgsbahn (I.M.B.) untergestellt werden konnten. Im Oktober 1905 wurde in der nördlichen Maria-Theresien-Straße ein drittes Gleis zum Ausweichen gelegt, um den Parallelverkehr mit der Straßenbahn abwickeln zu können. Anfang 1906 wurde die Lokalbahngesellschaft eingeladen, an einem Projekt zum Bau der Dörferbahn über die MARTHA-Dörfer bis Mils mitzuarbeiten. Diese lehnte das allerdings ab, weil sie eine Konkurrenz zur eigenen Lokalbahn befürchtete. Da die Kapazität der Fahrzeuge der Straßenbahn nicht ausreichte, wurden die ersten Beiwagen (anfangs offene Sommerwagen) der Lokalbahn für den elektrischen Betrieb ausgerüstet. Hierfür wurden sie unter anderem mit Solenoidbremsen, einer elektrischen Beleuchtung sowie Schutzrahmen um das Fahrgestell nachgerüstet.
Wegen steigender Kohlepreise wurde im Sommer 1906 das erste Mal die Umstellung der Lokalbahn auf elektrischen Betrieb erwogen. Im März 1907 beschwerte sich die Gemeinde Hall, dass die Personenfahrzeuge der Lokalbahn nicht mehr zeitgemäß wären. Dennoch blieben die Fahrzeuge für weitere 67 Jahre in Betrieb. Die Elektrifizierung nahm auch immer konkretere Pläne an, allerdings musste für den Betrieb mit elektrischen Triebwagen zuerst die Innbrücke in Mühlau verstärkt werden. Ferner wurde die Höchstgeschwindigkeit auf der Strecke auf 30 km/h angehoben. Im April 1908 wurde ein Vertrag mit der AEG für die Elektrifizierung der Lokalbahn abgeschlossen. Außerdem wurde eine Konzession erworben, St. Nikolaus und Mariahilf mittels Straßenbahn anzuschließen, um dadurch das öffentliche Interesse an der Dörferbahn zu senken. Ab Anfang 1909 wurden weitere Fahrzeuge für den elektrischen Betrieb adaptiert. Auch wurde von Seiten der Lokalbahngesellschaft der Kauf der Mittelgebirgsbahn in Erwägung gezogen, um diese gleich zusammen mit der Lokalbahn elektrifizieren zu können. Zusätzlich wurden die Vignolschienen und die Schwellen entlang der Strecke verstärkt.
Ab August 1909 wurde schließlich der Abschnitt Bergisel–Landesschießstand (etwa auf Höhe der Reichenauer Brücke) elektrisch betrieben. Beim Schießstand mussten die Fahrgäste auf die Dampfzüge umsteigen. Für den elektrischen Betrieb wurden acht neue vierachsige Triebwagen, sowie eine elektrische, nicht selbstfahrende Schneekehre bei der Grazer Waggonfabrik beschafft. Im November wurden schließlich die Liniennummern in Innsbruck eingeführt, wobei die Lokalbahn die Nummer 4 zugeteilt bekam.

### Die Elektrifizierung und der Erste Weltkrieg (1909–1918)
Die neuen Triebwagen verkehrten in der Stadt mit der Spannung der Straßenbahn bei 500 Volt und auf der Überlandstrecke nach Hall mit 1000 Volt. Hierfür hatten die Fahrzeuge einen Umschalter, der die Serienschaltung der Heizungen und Glühbirnen veränderte, damit sie nicht zu viel Spannung bekamen (der Umschalter war bei Spannungslosigkeit automatisch auf 1000 Volt geschaltet, damit beim Überfahren des Trenners zwischen 500 Volt und 1000 Volt kein Probleme auftraten). Weiters mussten die Beiwagen von einer Saugluftbremse auf Druckluftbremse umgerüstet werden, da die Triebwagen über einen Achskompressor Druckluft zur Verfügung stellten. Auch wurde mit den neuen Triebwagen das bis Mitte der 1970er Jahre gültige Farbschema von weiß/roten Fahrzeugen eingeführt. Das Unterwerk der Strecke befand sich in Wilten bei der Neuhauserstraße, der heutigen Duilestraße. Die Einspeisung befand sich etwa auf Höhe der Rauchmühle. Allerdings sorgte die Stromzufuhr am Streckenende für Spannungsabfälle, womit vorerst die Fahrzeit nicht gehalten werden konnte. Um die Triebwagen zu beschleunigen, wurde eine Feldschwächung eingebaut.
Am 6. Jänner 1910 wurde schließlich der Dampfbetrieb auf der Lokalbahn endgültig eingestellt. Zugleich wurde die Strecke mit dem Auflassen des Dampfbetriebs von einer Lokalbahn zu einer Straßenbahn umkonzessioniert. 1910 wurde ein neues Nummernschema bei der Lokalbahn eingeführt und alle Fahrzeuge umnummeriert, um Doppelbelegungen zu vermeiden. So gab es beispielsweise einen Triebwagen „1“ und einen Beiwagen „1“, ab 1910 hatten die Beiwagen 100er und die Güterwagen 200er Nummern, die Triebwagen behielten ihre Bezeichnungen. Im folgenden Jahr wurden die Dampflokomotiven der Lokalbahn endgültig ausgemustert und verkauft.
Mit dem Ausbruch des Ersten Weltkriegs 1914, verschärfte sich die Personalsituation der Lokalbahngesellschaft. Auf den Straßenbahnlinien kam es zur Angebotsreduktion, während die Lokalbahn noch regulär verkehrte. Allerdings erhielt das Personal nur alle zwei Wochen einen freien Tag, und die Fenster der Fahrzeuge mussten bei der Überquerung der Innbrücke geschlossen sein, da Angst vor Sabotageakten herrschte. Ab Mitte 1915 wurden erstmals auch Frauen zum Dienst auf der Bahn zugelassen, um den Personalmangel zu kompensieren. Allerdings hatten sogenannte Fahrmeister auf Strecken, auf denen Frauen als Wagenführer arbeiteten, die Aufsicht. Da Kupfer im Krieg zur Mangelware wurde, wurden Motorspulen aus Aluminium verwendet und über Stockgleisen der Kupferfahrdraht durch einen aus Eisen ersetzt. Die Rosshaarpolster der Achslager wurden durch Sägespäne ersetzt, bei Güterwagen durften die Metallteile nur noch mit Teer gestrichen werden, und die Fußböden aller Fahrzeuge nur noch mit Karbolineum. 1916 geriet die Lokalbahn in finanzielle Schwierigkeiten und wurde von der Stadt unterstützt. Die gedeckten Güterwagen der Bahn wurden für Kranken- und Verwundetentransporte umgerüstet.
1917 wurden fünf kleine Haller Beiwagen oder vier große Stadtbeiwagen auf der Haller Linie eingesetzt, um dem Fahrgastaufkommen gerecht zu werden. Dies führte allerdings zu Problemen in den Ausweichen, da regulär nur mit vier kleinen Beiwagen gefahren wurde. Immer mehr Gütertransporte wurden über die Lokalbahn abgewickelt. So wurde 1917 der zivile Güterverkehr eingestellt und die Lokalbahnwerkstätten (die auch von vielen anderen Firmen Aufträge erhielten, sowie für die Feldtransportleitung Lokomotiven anderer Betriebe aufarbeiteten) stellten in Eigenregie zwei lange Güterloren her. Durch die großteils eingleisigen Strecken kam es zu massiven Verspätungen im Betrieb. Die Linie 4 konnte wegen Motordefekten nur noch im Stundentakt bis Hall betrieben werden. Durch ungeschultes Personal stieg der Verschleiß an den Fahrzeugen. Anfang 1918 missachtete ein Triebwagenführer das Haltegebot bei der niveaugleichen Kreuzung mit der Staatsbahn bei Loretto, worauf es zu einem Zusammenstoß kam und der Lokalbahntriebwagen schwer beschädigt wurde. Die Feldtransportleitung beschaffte drei Dampflokomotiven der Genfer Straßenbahn für Verwundetentransporte, die der Lokalbahn zur Verfügung gestellt wurden, in Innsbruck zwar ankamen und erprobt wurden, aber nie in Betrieb gingen. Die Fahrzeuge waren so überfüllt, dass das Mitfahren auf den Dächern explizit vom Ministerium verboten werden musste. Nach dem Kriegsende im November verließen viele Mitarbeiter die Lokalbahn, womit der Betrieb fraglich wurde.

### Zwischenkriegszeit (1919–1938)
Bis Mitte 1919 konnte der Betrieb wieder planmäßig abgewickelt werden. So durften die elektrischen Bremsen auch wieder verwendet werden, die während des Krieges zur Motorschonung nur für Notbremsungen verwendet werden durften. Bis Ende des Jahres hatte sich eine Personalvertretung – die in der Monarchie verboten war – gegründet und es kam zu ersten Verhandlungen zur Besserstellung des Personals. Da viele Bedienstete der Lokalbahn unter dem Existenzminimum lebten, wurde Anfang 1920 eine Lohnerhöhung gefordert. Der Lohn war zu diesem Zeitpunkt an den Gewinn der Lokalbahn gekoppelt. Der damalige Direktor schlug vor, Personal zu entlassen und die Arbeitszeiten zu verlängern, womit das verbleibende Personal mehr Gehalt bekommen könnte. Die Lokalbahngesellschaft hatte zu dieser Zeit selber finanzielle Probleme. Um die von Bürgermeister Greil geforderte Dividende auszahlen zu können, musste ein Kredit aufgenommen werden. Der zweigleisige Ausbau der Stadtstrecke der Lokalbahn geriet durch diese Geldprobleme ins Stocken. Zwischen Klostergasse und Brennerbahn wurde eine neue Wagenremise errichtet, allerdings konnte diese nicht an das Netz angeschlossen werden, da die Gleise zu teuer waren. 1921 kam es zu zahlreichen Tariferhöhungen um die Einnahmen wieder anzukurbeln. Rund ein Drittel der Planposten waren unbesetzt. Darüber hinaus kam es im April zum Streik, der die Lokalbahn an den Rand des Zusammenbruchs brachte, worauf hin die Stadt die Gesellschaft mit einem Zuschuss fördern musste. Bis Mitte des Jahres hatten so viele Mitarbeiter die Lokalbahn verlassen, dass einige Linien der von der Lokalbahn geführten Straßenbahn eingestellt werden mussten. Daraufhin wurde die Gesellschaft erneut von der Stadt subventioniert, da die Stadt befand, dass der Betrieb durch die Gesellschaft der Stadt weniger Kosten verursachen würde, als wenn die Gesellschaft Konkurs und die Straßenbahn abgebaut werden würde. Trotzdem konnten zu Jahresende keine Gehälter mehr ausgezahlt werden.
Der hohe Schuldenstand der Lokalbahngesellschaft führte Anfang 1922 zu der Überlegung, die Straßenbahn und Lokalbahn nun doch einzustellen. Das Fahrpersonal arbeitet täglich 11,5 Stunden, wodurch es das ganze Jahr über zu Streiks kam. Im Mai hätte die Bahngesellschaft gepfändet werden sollen, allerdings war das gesetzlich nicht möglich. Durch die Einnahmen der Hungerburgbahn und der Lokalbahnwerkstätte, die Aufträge von Externen durchführt, konnte der Betrieb aufrechterhalten werden. Anfang Jänner 1923 war der Zustand der Infrastruktur so katastrophal, dass die Einstellung drohte. Die Pufferakkumulatoren waren am Ende ihrer Lebensdauer. Fuhren zwei Lokalbahnzüge gleichzeitig an, brach das Stromnetz zusammen. Fahrleitungen und Gleise waren extrem verschlissen. Bis Mitte des Jahres hatte sich allerdings die wirtschaftliche Situation so verbessert, dass die Defizite der Vorjahre ausgeglichen werden konnten. Dadurch konnte nun auch die Bezahlung der Mitarbeiter verbessert werden. Anfang 1924 wurde die Werkstätte der Lokalbahn buchhaltungsmäßig ausgegliedert, da die Werkstätte durch Aufträge von Dritten selber einen hohen Umsatz hatte.
1926 wurde das erste Mal die Einstellung der Lokalbahn zugunsten einer breiteren Hallerstraße erwogen. Die Diskussionen rund um den Straßenausbau beeinflussten die Lokalbahn dahingehend, dass Ausweichen, die zur Beschleunigung der Bahn nötig waren, in den kommenden Jahren nicht gebaut wurden, da man erst die Entscheidung abwarten wollte.
Am 5. Juli 1927 kaufte die Lokalbahngesellschaft die Innsbrucker Mittelgebirgsbahn. Im gleichen Jahr fing die Lokalbahn an, sich auf die Umstellung des Straßenverkehrs auf Rechtsverkehr vorzubereiten. Trotz guter Geschäftslage Anfang 1928 wurde an allen Ecken und Enden gespart. Die Bevölkerung wünschte sich modernere Beiwagen, welche aber nie beschafft wurden. Auch urgierte die Stadt bei der Lokalbahn, Heizkörper in die Beiwagen einzubauen, welche zur Stromersparnis ausgebaut worden waren. Mit Hinweis auf hygienische Gründe wurden auch weiterhin keine Heizkörper eingebaut. Das gesparte Geld sollte zum einen in die Dividende fließen, wie auch in den Erhalt der Strecke, die noch immer in sehr schlechtem Zustand war. Weiters sollten die Finanzmittel für die Aufrüstung der zweimotorigen Triebwagen mit je zwei weiteren Motoren (die Schaltung hierfür war bereits beim Kauf der Triebwagen vorgesehen) fließen, um keine neuen Triebwagen für die Elektrifizierung der Mittelgebirgsbahn anschaffen zu müssen. Schließlich wurden 1928 die Ausweichen Schießstand und Thauer aufgrund der Verbreiterung der Hallerstraße verlegt. Der steigende Autobusverkehr führte zu sinkenden Einnahmen bei der Lokalbahn. Darüber hinaus musste die Lokalbahn bei der Asphaltierung der neuen Hallerstraße mitzahlen. Diese Mehrkosten trieben bereits bis zur Jahresmitte hin die Gesellschaft erneut knapp vor den Bankrott. Um trotzdem die Dividende nicht zu gering halten zu müssen, wurde auf die zu Jahresanfang geplanten Modernisierungen verzichtet. Durch den schlechten Oberbau wurden zwei Motorgehäuse irreparabel beschädigt und auch eine Beiwagenplattform brach aufgrund von Materialermüdung hinunter. Die schlechte Gleislage der Lokalbahn führte zu schwankenden Fahrzeugen, so dass die Bügel häufig entgleisten und brachen. Um zu sparen, wurden Möglichkeiten gesucht, um Wagenumläufe einzusparen. So fuhr die Lokalbahn bis jetzt regulär mit vier Garnituren. Diese sollten auf drei reduziert werden. Auch wurde erwogen auf der Strecke schneller zu fahren. Allerdings erwies sich die Motorisierung hierfür zu schwach (so konnte die Streckenhöchstgeschwindigkeit von 30 km/h von den Triebwagen selten erreicht werden), und die schmalen Aus- und Einstiege verzögerten den Fahrgastwechsel hierfür zu stark. Als mögliche Alternative wurde eine Verlegung der Endhaltestelle vom Bergiselbahnhof zum Wiltener Platzl erwogen, wo eine Schleife errichtet werden sollte, um die benötigte Zeit zum Kuppeln zu sparen. Auch hätten drei vierachsige Triebwagen zu Beiwagen umgebaut werden sollen, und mit deren Motoren drei anderen Triebwagen zu viermotorigen Triebwagen umgerüstet werden. Unter all dem litt auch das Image der Lokalbahn sehr. Die Züge waren verspätet, veraltet, oft überfüllt und langsam, während das Fahrpersonal unfreundlich war. Teilweise konnten Züge nur ohne Beiwagen geführt werden, da Schaffner nicht zum Dienst erschienen.
Mit der Umstellung auf den Winterfahrplan 1929 wurde die Lokalbahn das erste Mal bis zum Wiltener Platzl verkürzt. Im Verwaltungsrat kam es unterdessen zum Streit über die Auszahlung der Dividende. Die Stadt forderte, dass die Dividende dieses Jahr nicht ausgezahlt werden sollte, und stattdessen die Lokalbahn saniert werden sollte. Verwaltungsratsmitglieder forderten indessen, dass Qualifikations- und Fahrzulagen und Wirtschaftsprämien für das Personal reduziert werden sollten, und stattdessen die Dividende erhöht werden sollte. Um den Pensionsbeitrag zu sparen, sollen Mitarbeiter nach dem zweiten Dienstjahr gekündigt werden und daraufhin wieder zu Anfangsbezügen neu eingestellt werden. Im Dezember 1929 konnte die Lokalbahn sich von der Verpflichtung des Erhalts der Hallerstraße komplett loskaufen. Weiters wurden bis dorthin in der Stadt großteils elektrische Weichensteuerungen verbaut, so dass die Weichenwärter eingespart werden konnten. Die Steuerung der Weichen funktionierte abhängig vom Fahrstrom: Fuhr ein Triebwagen unter Stromaufnahme über das an der Oberleitung angebrachte Schaltelement, so schaltete die Weiche nach links, andernfalls nach rechts. Aufgrund der Streitigkeiten um die Entlohnung machte das Personal keine Überstunden mehr und verschob auch nicht mehr freie Tage. Damit konnten fast keine Beiwagen mehr geführt werden, und teilweise musste die Lokalbahn Autobusse im Schienenersatzverkehr einsetzen um den Betrieb aufrechtzuerhalten.
Am 2. April 1930 wurde der Rechtsverkehr (bei der Lokalbahn und auf der Straße) eingeführt, womit in den Ausweichen nun auch im Rechtsverkehr gekreuzt wurde. Auch konnten in diesem Jahr schlussendlich vier Kilometer Gleise auf der Überlandstrecke getauscht werden, 1931 schließlich nochmal 1,3 Kilometer. Somit konnte auf großen Teilen der Strecke ab Mitte 1931 schneller gefahren und der Fahrplan gestrafft werden. Allerdings zeigte sich nun das Problem, dass die Fahrzeuge für den Betrieb ungeeignet und untermotorisiert waren. So verlängerte sich die Fahrzeit bei einem Zug mit vier Beiwagen um bis zu sechs Minuten, während sich die Fahrzeit bei Zügen ohne Beiwagen um das Gleiche verkürzte. Auch machten die Einspeisungen am Ende der Speiseabschnitte bzw. der Strecke Probleme. Trotzdem stieg das Verkehrsaufkommen auf der Strecke erheblich an. Deswegen wurde über eine Taktverdichtung oder das Führen von mehreren Garnituren gleichzeitig nachgedacht, sowie über das Errichten einer Speiseleitung auf der Überlandstrecke. Allerdings fehlte bereits das Geld für den Kauf eines Gleichrichters und Anfang 1932 waren die Akkumulatoren bereits in so schlechtem Zustand, dass der Akku für 600 V endgültig versagte. Mitte des Jahres wurde der erste Haller Triebwagen mit zwei weiteren Motoren ausgerüstet, womit dieser dann viermotorig war. Dies geschah im Hinblick auf die Elektrifizierung der Mittelgebirgsbahn, da die Fahrzeuge auch auf deren Bergstrecke eingesetzt werden sollten. Mitte 1932 wurde eine Speiseleitung bis Rum errichtet, womit auch die langen Züge die Fahrzeit halten konnten. Preissteigerungen führten zu einem massiven Rückgang der Fahrgastzahlen. Die Fahrgäste fuhren lieber mit der Staatsbahn nach Hall, die auf der Strecke den günstigeren Tarif anbot.
1933 machte die Tausendmarksperre der Lokalbahn zu schaffen, da die Urlauber aus Deutschland wegblieben. Wohlhabende Urlauber, auch die aus anderen Nationen, reisten bereits selber mit dem Auto an. 1934 wurde die Farbe der Signale denen der BBÖ angeglichen. So war bisher bei Weiß frei und bei Grün Vorsicht, danach bei Grün/Gelb. Auch in diesem und dem folgenden Jahr 1935 sank das Verkehrsaufkommen weiter ab. In den folgenden Jahren wurden die Umformer für die Erzeugung der Gleichspannung durch Gleichrichter ersetzt. Allerdings störten diese anfangs das Telefonnetz in Innsbruck, womit es bis 1938 immer wieder zu Restriktionen seitens des Ministeriums kam.
Durch den „Anschluss“ an das Deutsche Reich und die Kraft durch Freude Urlauber kam es zu einem erheblichen Fahrgastaufschwung. So mussten auch pensionierte Fahrer wieder eingestellt werden, um die nötigen Kapazitäten zur Verfügung stellen zu können. Ende des Jahres wurden Planungen zur Verbreiterung der Hallerstraße seitens der Landeshauptmannschaft getätigt. Dabei hätte die Hallerstraße auch auf O-Bus-Betrieb umgestellt werden sollen. Allerdings merkte die Lokalbahngesellschaft an, dass O-Busse nicht die nötige Kapazität bieten könnten.

### Der Zweite Weltkrieg (1939–1945)
Im Mai 1939 übernahm die Lokalbahn den Kraftverkehr Innsbruck, welcher zahlreiche Buslinien in Konkurrenz zur Lokalbahn und Straßenbahn betrieben hatte. Da der Rennweg zur Haupteinfallstraße erhoben wurde, mussten die Lokalbahngleise dort abgetragen werden, was Mitte Juli geschah. Von nun an benutzte die Linie 4 die Gleise der Linie 1 ab der Maria-Theresien-Straße durch den Saggen, um zur Mühlauer Brücke zu gelangen. Im August wurde die neue Mühlauer Brücke fertiggestellt und die Lokalbahn überquerte den Inn nun auf einer eigenen Spur auf der Straßenbrücke, womit die alte Lokalbahnbrücke, die zuerst als Fußgängerbrücke weiter flussabwärts wieder aufgebaut werden sollte, verschrottet wurde. Bei den viermotorigen Triebwagen wurden Anfang 1940 die obersten zwei Fahrstufen gesperrt, da hiermit zu hohe Fahrgeschwindigkeiten auf der ebenen Strecke der Lokalbahn erreicht werden konnten. Mitte des Jahres wurden neue Fahrzeuge beim Ministerium angefragt, da damit gerechnet wurde, dass der Fuhrpark durch seine Überalterung maximal noch zwei Jahre halten würde (tatsächlich hielt er noch über 30 Jahre). Vorgesehen waren Einheitsstraßenbahnen von AEG und MAN. Die Bestellung wurde mit einer Lieferzeit von 16 Monaten angesetzt. Im Dezember wurden bei einem Unfall auf der Mittelgebirgsbahn zwei viermotorige Triebwagen schwer beschädigt, und Anfang 1941 kam es zu einem Unfall bei Loretto, wobei der Triebwagen 6 mit der BBÖ kollidierte. Dies führte zu einem Fahrzeugengpass. Die Triebwagen 1 und 5 wurden mit bereits gelieferten Ersatzteilen (Fahrschalter, Motoren, Dachwiderständen) der Einheitstriebwagen umgerüstet, womit auch diese beiden Fahrzeuge nun über mehr Leistung verfügten. Einzig Triebwagen 6 verfügte bis zu seiner Abstellung über die ursprüngliche elektrische Anlage.
Da die Lokalbahngesellschaft in der Zwischenzeit nicht nur noch aus der eigentlichen Linie nach Hall bestand, sondern unter anderem auch den gesamten innerstädtischen Verkehr führte, wurde am 27. Oktober 1941 der Firmenname der Gesellschaft zu Innsbrucker Verkehrsbetriebe geändert. Ab Dezember 1943 musste die Lokalbahn aufgrund der Fliegerangriffe immer wieder den Betrieb unterbrechen. Teilweise wurden Züge nur zwischen Mühlau und Hall geführt, je nach Reparaturfortschritt der Gleise in der Stadt. Ansonsten verkehrte Schienenersatzverkehr auf den zerstörten Streckenabschnitten. Auch wurde die Linie 4 als Kriegsmaßnahme immer wieder zur alten Haltestelle am Wiltener Platz geführt, falls die Strecke über den Bahnhof unterbrochen war. Am 13. Juni 1944 wurde der Bergiselbahnhof bei einem Bombenangriff schwer getroffen, und dabei das Verwaltungsgebäude und einige Remisengebäude zerstört. Der Betrieb auf der Lokalbahn war davon allerdings nicht zusätzlich beeinträchtigt. Neben dem Schaden an den Betriebsanlagen und an den Straßenbahnfahrzeugen wurden durch die Angriffe fünf Beiwagen der Lokalbahn (zwei davon irreparabel) zerstört. Am 31. Juli 1945 wurde die Eisenbahnkreuzung bei Loretto wieder in Betrieb genommen, womit die Strecke nach Hall wieder durchgehend befahrbar war.

### Nachkriegszeit und Einstellung (1946–1974)

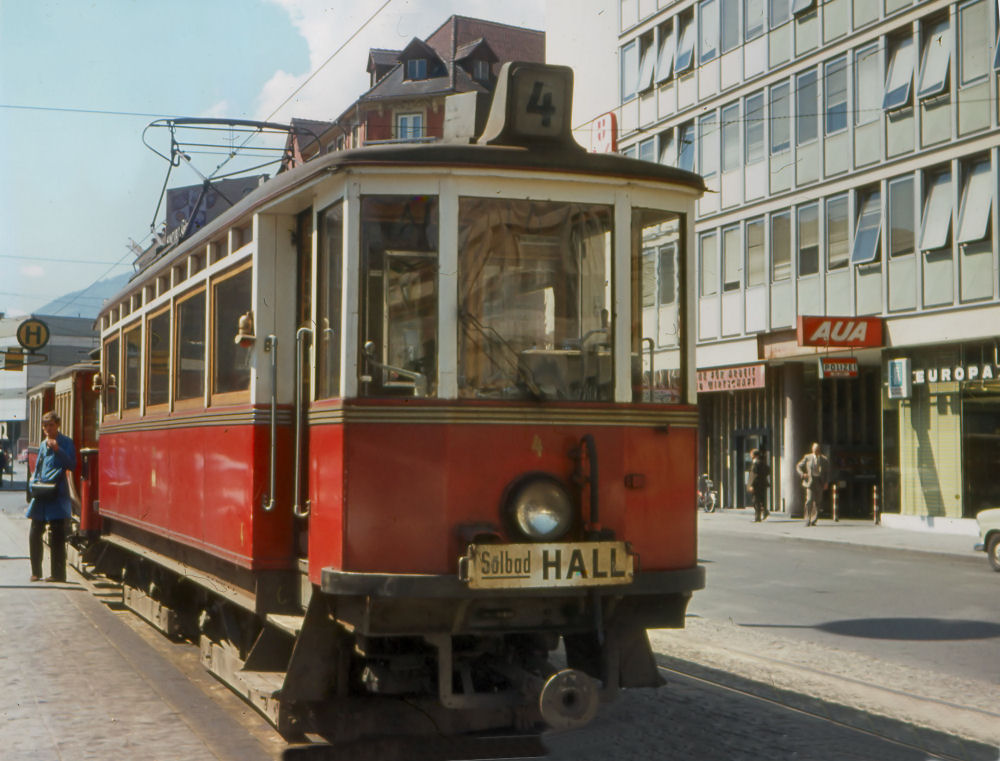
Triebwagen 4 am Innsbrucker Hauptbahnhof (1971)

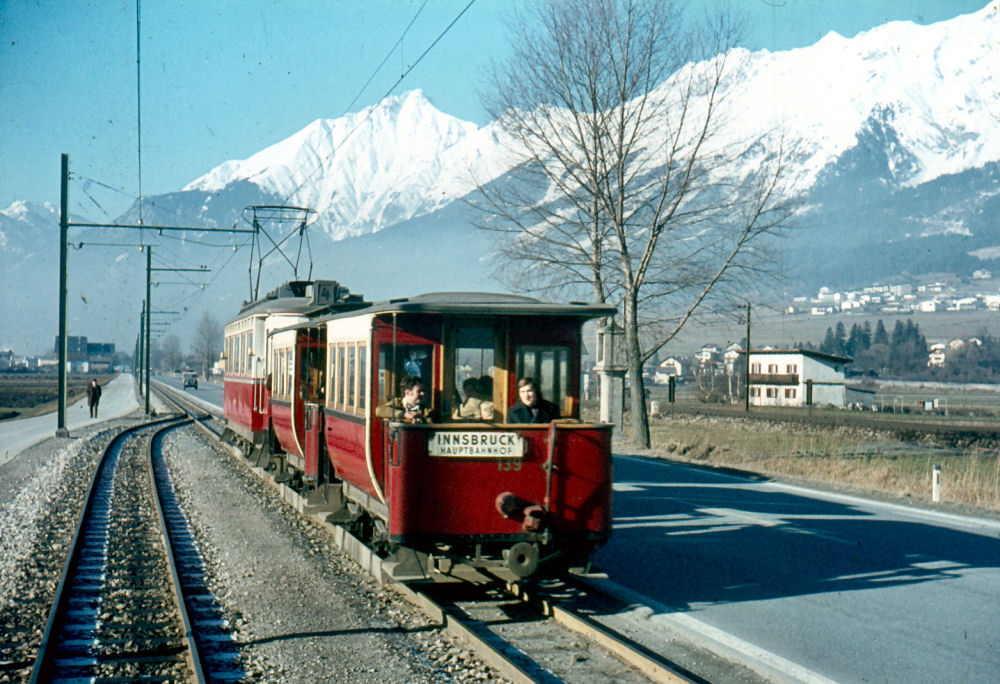
Zug Richtung Innsbruck bei der Ausweiche Thaur (1974)

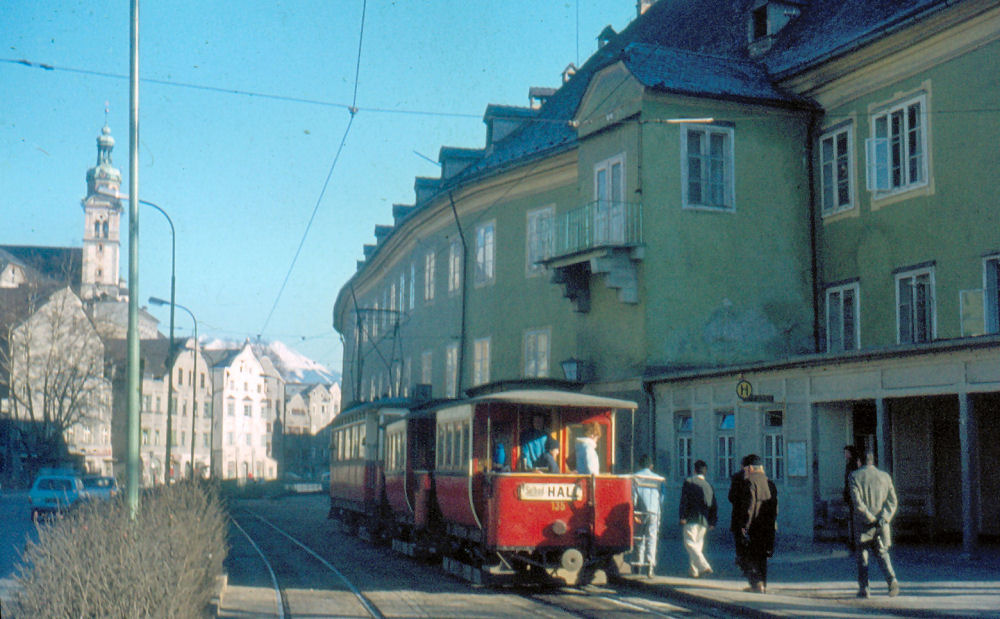
Zug am Unteren Stadtplatz in Hall (1974)

Bis 1947 konnten die letzten Schäden an den Betriebsgebäuden am Bergisel behoben werden. 1952 wollten die Verkehrsbetriebe die Linie 4 im 15-Minuten-Takt führen, wofür allerdings mehr für 1200 Volt geeignete Fahrzeuge nötig gewesen wären. Hierfür wurden je fünf 1913 gebaute Triebwagen und Beiwagen von der Rechtsufrige Thunerseebahn beschafft. Vorerst wurden zwei Triebwagen und zwei Beiwagen für die Lokalbahn umgebaut. Allerdings erwies sich der Zustand der Fahrzeuge im Nachhinein als so schlecht, dass diese nur eine provisorische Zulassung vom Ministerium bekamen und nur zwei Wochen lang als Einschubfahrzeuge verwendet wurden. Die beiden Triebwagen wurden noch einige Jahre als Arbeitsfahrzeuge verwendet, während die beiden Beiwagen auf der Stubaitalbahn eingesetzt wurden. Die verbliebenen sechs Fahrzeuge wurden bereits im folgenden Jahr verschrottet.
Am 9. Dezember 1954 wurde ein Triebwagen während eines Föhnsturms auf der Strecke bei Thaur umgeworfen, wobei neben dem Triebwagen auch die beiden Beiwagen schwer beschädigt, sowie einige Personen verletzt wurden. Der Triebwagen wurde bis Mai 1955 modernisiert (mit verblechten Seitenwänden, ohne Raucherabteil) wieder aufgebaut. Bei den nächsten Hauptuntersuchungen wurden die restlichen sieben Triebwagen auch entsprechend modernisiert. In den folgenden Jahren wurden zusehends die alten Haller Beiwagen verschrottet, da die Beförderungszahlen rückgängig waren und kein Bedarf mehr für so eine große Anzahl an Beiwagen vorhanden war. Die Lokalbahn spürte zusehends den Autoverkehr als Konkurrenz zu dem darüber hinaus veralteten Fuhrpark.
1973 wurde der Autobahnzubringer in Hall Mitte errichtet, auf dessen Kreuzung mit der Hallerstraße sich die Zufahrt zur Remise der Lokalbahn befand. Die Straße konnte von der Bahn mittels Lichtsignalanlage gesperrt werden. Da beim Neubau der Inntal Autobahn 1976 kein Tunnel durch den Bergisel gebaut werden sollte, sollte der Straßenbahn- und Lokalbahnbetrieb der I.V.B. in Innsbruck eingestellt werden, da die neue Autobahn durch den Betriebshof führen hätte sollen. Weiters wurde bereits 1974 die Reichenauer Brücke neu gebaut, und der Neubau des Verkehrsknotenpunktes zwischen Hallerstraße, Reichenauer Brücke und Lokalbahnstrecke erwies sich laut Innsbrucker Gemeinderat als zu teuer, wenn man die Bahn integrieren wollte. Deswegen wurde der Beschluss gefällt, die Lokalbahn am 8. Juni 1974 auf damals moderne Autobusse umzustellen. Die letzte Fahrt der Haller entwickelte sich zu einem Volksfest, bei dem die vollkommen überfüllten Garnituren keine Fahrpläne mehr einhalten konnten.
Seit 9. Juni 1974 wird die Lokalbahn auf leicht geänderter Linienführung im Schienenersatzverkehr geführt (womit die I.V.B. noch immer die Konzession der Lokalbahn halten). Fünf Triebwagen (die restlichen drei wurden noch auf der Innsbrucker Mittelgebirgsbahn gebraucht, zwei sind noch immer als Arbeitsfahrzeuge im Einsatz) sowie die restlichen Beiwagen wurden an private Sammler und Museen abgegeben, während mit der Demontage des Bahnkörpers nach Hall bereits einen Tag nach der Einstellung begonnen wurde. Auf einem Großteil der alten Strecke verläuft heute ein Bahntrassenradweg beziehungsweise die Nebenfahrbahn der Haller Straße.

### Relikte

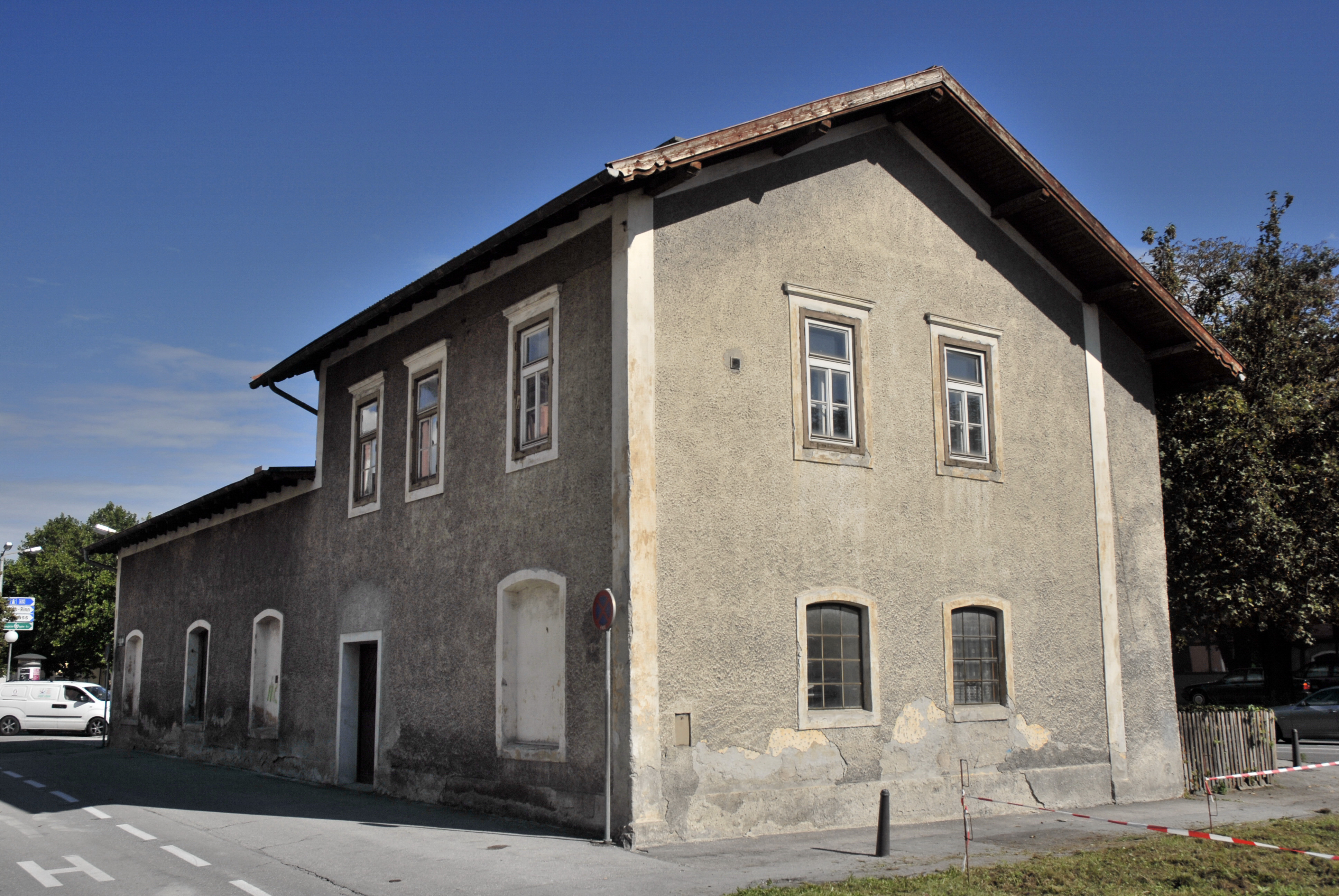
Die Remise der Lokalbahn in Hall

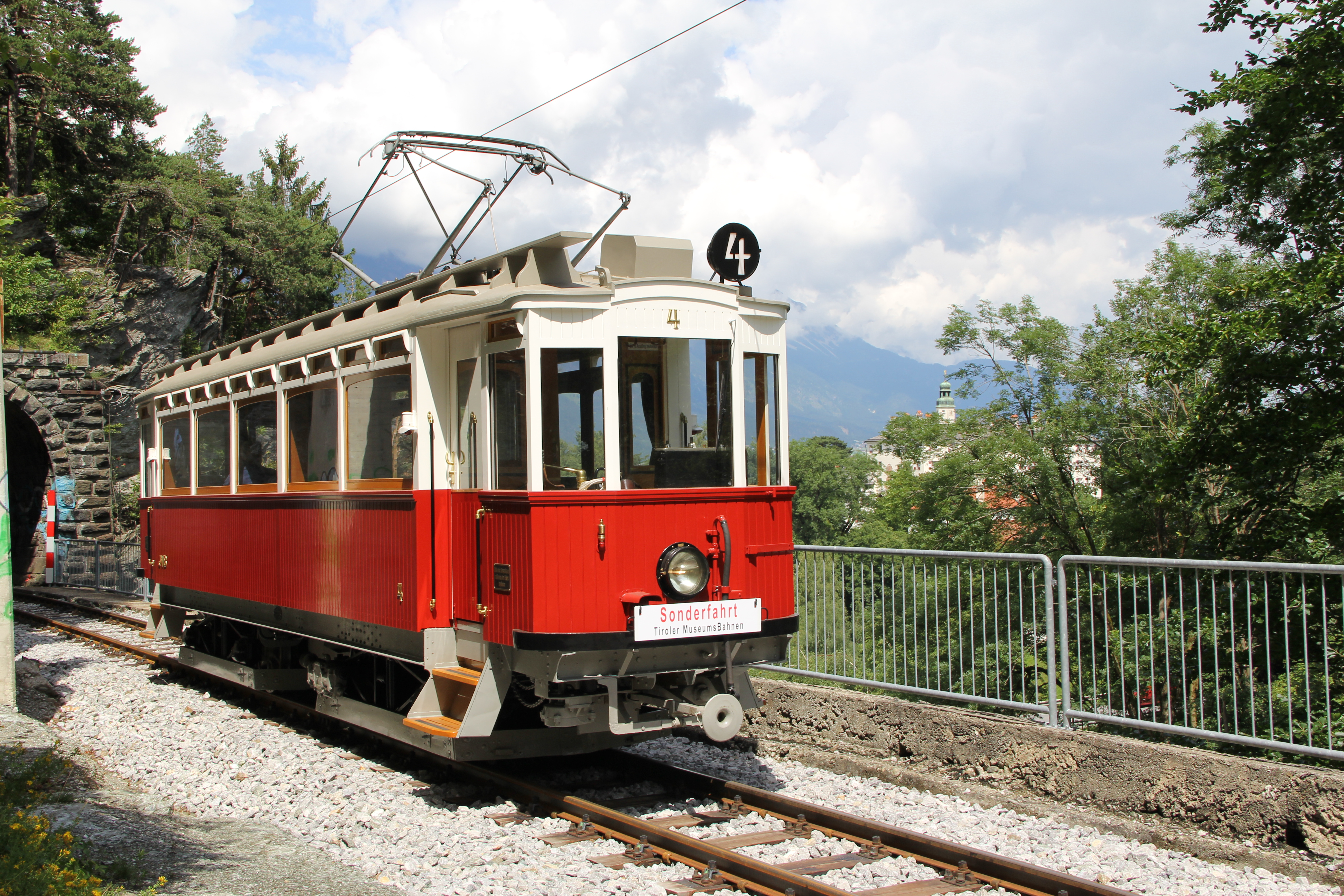
Triebwagen 4 im Stil der 1940er Jahre restauriert

Die Lokremise der Lokalbahn in der Nähe des Unteren Stadtplatzes in Hall wurde zuerst als Busgarage und dann verschiedenen anderen Verwendungszwecken zugeführt. Lange Zeit war dort noch Triebwagen 6 ohne Drehgestelle abgestellt. Die Remise steht auch heute noch (Stand 2014). 1983 gründete sich der Verein der Tiroler MuseumsBahnen, der im alten Stubaitalbahnhof auch die Geschichte der Lokalbahn nach Hall dokumentiert und einige Fahrzeuge in seine Sammlung übernahm. 1984 wurden die beiden Haller Triebwagen 2 und 3 an die Stubaitalbahn verkauft und zu Arbeitstriebwagen umgerüstet (Einbau elektrischer Kompressoren, Umrüstung der Nebenbetriebe auf 24 Volt, Hauptausbesserung der mechanischen Teile). Triebwagen 4 hingegen, der noch über den ursprünglichen Schleifringfahrschalter und damals aufgrund eines Kabelsschadens nur über zwei betriebsfähige Motoren verfügte, wurde 1986 an den Verein der Tiroler MuseumsBahnen abgegeben, wo er zerlegt wurde, um ihn in den Auslieferungszustand zurückzuversetzen. In der Bevölkerung sind die Bezeichnungen „Haller“ oder „Vierer“ für die Lokalbahn noch immer verbreitet. So wurde auch bei den Plänen des aktuellen Ausbaus des Straßenbahnnetzes bis Hall vom „Wiederaufbau der Vierer beziehungsweise Haller“ gesprochen.

### Aktuelle Planungen
1980 wurde bereits wieder an den Straßenbahnausbau gedacht. Vorerst sollte nun eine Linie zwischen Olympischem Dorf und Höttinger Au aufgebaut werden. Es wurden bereits Fahrzeuge hierfür bestellt und die Straßenbahnhalle am neuen Stubaitalbahnhof dementsprechend dimensioniert (für 56 Sechsacher, tatsächlich wurden dann dort nur 19 Sechsachser und elf Achtachser abgestellt). Diese Erweiterung wurde von der SPÖ gefordert und von der ÖVP anfangs nicht befürwortet. 1983 änderte diese jedoch ihre Meinung, worauf die SPÖ gegen den Straßenbahnausbau war und somit das Projekt 1985 gekippt wurde. Deswegen wurde 1988 vorerst der zweite O-Busbetrieb in Innsbruck eröffnet, was die Erschließung des Olympischen Dorfs mit einer Straßenbahn um Jahre verzögerte. 1998 führte die Landesregierung eine Studie zur Wiedereinführung der Linie 4 als Straßenbahn durch. Die Endstation sollte sich in Mils befinden. Im Jahr 2000 war der Fortbestand der Innsbrucker Straßenbahn ungewiss. In der Politik wurde darüber diskutiert, ob man das O-Bus-Netz oder das Straßenbahnnetz ausbauen sollte. Das andere Netz soll eingestellt werden. Letztlich entschied man sich für den Ausbau der Straßenbahn. Im Zuge des Ausbaus sollte auch eine neue Regionalbahn eingeführt werden. Diese soll von Völs aus über die Kranebitter Allee, durch die Innenstadt und am Hauptbahnhof vorbei, weiter durch die Reichenau und das Olympische Dorf ab dem Rumer Hof der Haller Straße entlang bis nach Hall und in Zukunft eventuell weiter nach Mils führen. Diese Regionalbahn soll wiederum die Linienbezeichnung 4 tragen. Hierfür sollen auch neue Niederflurstraßenbahnen beschafft werden. Ab 2004 sollte das Projekt umgesetzt werden und bis 2014 abgeschlossen sein. Die Bauarbeiten sollten 2005 beginnen. Durch politischen Widerstand begannen der Bau aber erst 2010. Aufgrund des Widerstands der Umlandgemeinden war lange nicht klar, ob die Regionalbahn überhaupt gebaut oder nur das Straßenbahnnetz erweitert wird. So wurde in Hall ein Gebäude sowie ein Kreisverkehr bei Loretto in die geplante Trasse gebaut. Jedoch verzögerte sich die Fertigstellung des Kreisverkehrs, da die massiven Betonfundamente der ehemaligen Lokalbahnstrecke erst entfernt werden mussten, auf die man bei den Grabarbeiten gestoßen war. Bis 2012 war die Regionalbahnstrecke auf ein Rumpfstück vom Völser Bahnhof bis zum Rumer Hof zusammengeschrumpft. 2014 sahen die Planungen die Fertigstellung der Regionalbahn von Völs bis zur Endstation beim Einkaufszentrum Metro im Jahr 2020 vor. Zwei Jahre vor der Fertigstellung dieser Strecke soll die Politik darüber entscheiden, ob die Regionalbahn wieder Hall erreichen soll. Allerdings soll die Endstation nicht, wie ursprünglich geplant, am Unteren Stadtplatz, sondern am Oberen sein. Hierfür würde die Strecke etwas östlich der Tiroler Röhrenwerke den alten Streckenverlauf verlassen, dann quer über die Felder zum Haller Schwimmbad fortgeführt werden und von dort an der Straße entlang zum Oberen Stadtplatz führen. Die Kurzführung zwischen Völs und Metro soll die Linienbezeichnung 5 tragen, während die Linie bis Hall wieder die Liniennummer 4 bekommen soll.

## Strecke

### Planung & Bau
Das erste Konzessionsansuchen der Gründer der Lokalbahn sah den Beginn der Strecke in Hall auf der Nordseite des Unteren Stadtplatzes vor. Hier sollte sich auch eine Abzweigung (km 0,2) zur Lokremise und dem Administrationsgebäude befinden. Bei der Haltestelle Kugelanger (km 0,5) sollte die Lokalbahn auf die Südseite der Reichsstraße kreuzen, und danach auch bei Loretto mit der Südbahn kreuzen (km 1,8). Als nächstes sollten die Trasse der Hallerstraße folgen und die Haltestellen Thaur (km 3,2), Rum (km 4,0) Arzl (km 6,0) haben. Vor dem Gasthaus Dollinger sollte sich die Haltestelle Mühlau (km 7,8) mit Ausweiche und Wasserstation befinden. Weiter sollte die Strecke über eine eigene Eisenbahnbrücke die Haltestelle Kettenbrücke (km 8,1) erreichen. Die Haltestelle Saggen (km 8,9) sollte sich circa bei der heutigen Kreuzung Kapfererstraße/Kaiserjägerstraße befinden. An der Haltestelle Innsteg (km 9,3) vorbei, sollte die Englische Anlage durchquert werden und über das Herzog-Otto-Ufer die Haltestelle Innbrücke (km 9,9) erreichen. Über den Marktgraben führte der Streckenverlauf zur Haltestelle und Ausweiche Maria-Theresien-Straße (km 10,2). In der heutigen Meranerstraße sollte sich die Haltestelle Landhaus (km 10,4) befinden. Über die Haltestelle Margarethenplatz (km 10,7; heutiger Bozner Platz) sollte die Endstation am Südbahnhof vor dem Hotel Tyrol (km 11,0) erreicht werden. Vom Landhaus sollte noch eine Stichstrecke nach Wilten abzweigen. Die Konzession sah vor, dass der geringste Kurvenradius 50 Meter (in Ausnahmefällen 30 Meter) und die Streckenhöchstgeschwindigkeit 25 km/h (im Ortsgebiet 10 km/h, im Straßenverlauf außerhalb 18 km/h) betragen sollte.
Nach Einsprüchen betroffener Institutionen wurde die Endhaltestelle in Hall auf die Südseite des unteren Stadtplatzes gelegt, und die gesamte Lokalbahnstrecke im Süden auf der Reichstraße geführt. Auch durfte die Englische Anlage nicht durchfahren werden, womit dem Straßenverlauf des Rennwegs bis zum Zollhaus (an Stelle des heutigen Kongresshauses) gefolgt werden musste. Die Strecke zum Südbahnhof wurde schließlich nicht ausgeführt, dafür aber die optionale Stichstrecke nach Wilten. Die erste Haltestelle hier wäre die Ausweiche Heiliggeiststraße (km 10,8), gefolgt von der Haltestelle Brunnenplatz (km 11,3; heute Wiltener Platzl). Die Arlbergbahn sollte niveaugleich gekreuzt werden (km 11,4; heutige Grassmayrkreuzung). Vor der Wiltener Pfarrkirche (Basilika) sollte sich die Haltestelle Friedhof (km 11,7) befinden und die Endstation (km 11,8 bis km 12,0) am Fuße des Bergisels. Da seit Planungsbeginn im Saggen zahlreiche Häuser gebaut wurden, musste sich die Lokalbahn schließlich nach dem Straßenverlauf richten. Die Stadt verlangte, dass die Gleise durch die mittlere Saggenstraße (Falkstraße) und Chotekallee (Kapfererstraße) zu führen. Die Haltestelle Saggen (neu km 9,2) sollte nun als Ausweiche ausgeführt werden und sich in der Chotekallee befinden. Abzweigend auf Höhe der Weyrer-Fabrik (km 7,4) wurde ein Anschlussgleis in die Mühlauer Schottergrube gelegt, um Schotter für den Bahnbau zu gewinnen. Schließlich wurde die Bahn mit einer Gesamtstreckenlänge von 12,143 Kilometern eröffnet.

### Änderungen im Betrieb
1892 wurde die Haltestelle Thaur zu einer Ausweiche ausgebaut und beim Gasthof Dollinger eine kleine Remise erbaut. Die Bahnstrecke die ursprünglich auf der Reichstraße verlegt war, wurde auch in diesem Jahr neben die Reichstraße versetzt (ausgenommen der Bahnübergang bei Loretto). 1893 wurde die Haltestelle Saggen an die Ecke Falkstraße/Siebererstraße (km 9,3) und die Haltestelle Arzl Schießstand (km 5,4) verschoben. Weiters werden die Haltestellen Arzl und Innsteg zu Ausweichen ausgebaut, sowie östlich von Loretto (km 1,4) die Ausweiche Haller Au erbaut. Bis 1898 war die Frequenz so gestiegen, dass eine neue Haltestelle Falkstraße (km 8,5) eingerichtet werden musste (Fertigstellung 1899), und die nun in Siebererstraße umbenannte Haltestelle Saggen und die Ausweiche Gh. Dollinger zu Zwangshaltestellen aufgewertet wurden. 1902 wird die Anschlussbahn zur Mühlauer Schottergrube abgetragen und dafür ein neues Gleis zur Ziegelei Mayr (km 6,0) errichtet. 1905 wird gegenüber der Ottoburg (km 10,0) ein Stutzgleis für die Haller Bötin errichtet. Im Jahr darauf wurde die Haltestelle Siebererstraße aufgrund des Baus der Handelsakademie und der Christuskirche in die Saggengasse (km 9,0) verlegt. 1907 wurde die Streckenhöchstgeschwindigkeit auf 30 km/h angehoben und damit begonnen die Innbrücke für die elektrischen Triebwagen zu verstärken. Zusätzlich werden die Eisenschwellen auf der gesamten Strecke gegen Holzschwellen getauscht und der Oberbau saniert.
Von Mitte Februar 1909 bis Ende August wurde die Strecke vom Bergiselbahnhof bis zum Landeshauptschießstand elektrifiziert, bis Anfang Jänner 1910 die restliche Strecke bis Hall. Der Umformer für die Einspeisung stand in der Neuhauserstraße (heute Duilestraße) und mittels einer unterirdischen Leitung wurde der Strom zur Einspeisung bei der Rauchmühle übertragen. 1914 war geplant beim Rennweg (km 9,4) ein Stockgleis zum Stadttheater (heute Landestheater) abzweigen zu lassen, allerdings wurde dieses Projekt nie ausgeführt. Mitte 1914 wurde die Leopoldstraße zwischen Michael-Gaismayr-Straße und der Triumphpforte zweigleisig ausgebaut. 1916 wurde die Haltestelle Innsteg aufgelassen und noch im gleichen Jahr die dortige Ausweiche abgetragen, aber dafür die Bedarfshaltestelle Hofgarten für ein Jahr probeweise eingeführt. 1918 wurde die Haltestelle Mühlau Reichstraße in Arbeiterbäckerei umbenannt und in deren Nähe verlegt und die Haltestelle Wilten in Wiltener Platz umbenannt. 1921 wurde versuchsweise eine Haltestelle 100 Meter östlich des Lorettoschranken eingerichtet. Seitens der Rauchmühle wurde angeregt, dass von der Lokalbahnstrecke eine Anschlussbahn (km 7,2) zur Mehlbeförderung errichtet werden soll, um Mehl mit der Mittelgebirgsbahn und der Stubaitalbahn direkt liefern zu können. Ab Anfang 1924 wurde von der Innbrücke kommend nicht mehr gleich in die Falkstraße gefahren, sondern über den Rennweg und die Kaiserjägerstraße in die Falkstraße damit die Straßenbahn das aufgegebene Stück Gleis verwenden konnte. Im August 1928 wurden die Ausweichen Schießstand und Thaur verlegt, damit die Hallerstraße verbreitert werden konnte, während die Ausweiche Loretto im Oktober dafür abgetragen und provisorisch eine Ausweiche in Rum angelegt wurde. 1929 wurde die Strecke zwischen Stainerstraße und Maria-Theresien-Straße zweigleisig ausgebaut und die Haltestellen Handelsakademie und Saggengasse zur Gänsbacherstraße zusammengelegt. Ab 1. Oktober 1930 fuhr die Linie 4 nicht mehr bis Bergisel, sondern wendete am Wiltener Platzl und die Haltestellen Marktgraben und Herrengasse werden aufgelassen. Darüber hinaus wurde in diesem Jahr die gesamte Gleisanlage entlang der Hallerstraße von der Straße weg auf einen eigenen Gleiskörper gelegt.
1930 wird in Innsbruck die Rechtsfahrordnung eingeführt, womit die Ausweichen Handelsakademie und Rum auch auf Rechtsverkehr umgestellt werden. Die anderen Ausweichen auf der Überlandstrecke wurden bereits immer im Rechtsverkehr befahren. Um die Fahrzeit auf der Strecke verkürzen zu können, wurde von Mühlau aus bis Rum im Juli 1932 eine Verstärkungsleitung errichtet. Auch wurde bei der Ausweiche Schießstand eine Weiche ersetzt und die Zweite ausgebaut, womit hier kein Kreuzen mehr möglich war. Einen Monat später wurde die Haltestelle ca. 150 m in Richtung Osten, näher an die Häuser heran, verschoben. Im August wurden die Haltestellen Dachpappenfabrik, Haller Au und Loretto aufgelassen um die Fahrzeit leichter halten zu können und ein Unterwerk in der Talstation der Hungerburgbahn errichtet. Um die Kettenbrücke bei Mühlau neu bauen zu können, wurde 1937 die Lokalbahnremise beim Gh. Dollinger abgerissen. Am 14. Jänner 1939 wurde Hall in Solbad Hall umbenannt und die Endhaltestelle der Linie 4 bekam somit bis zu ihrer Umstellung auf Busse einen neuen Namen. Da die Strecke am Rennweg abgetragen werden sollte, fuhr die Lokalbahn ab 10. Mai Probeweise über die Linie 1 durch den Saggen zur Innbrücke. Zwei Monate später, am 10. Juli, wurden die Gleise zwischen Hungerburgbahn Talstation über den Rennweg und den Marktgraben bis hin zur Maria-Theresien-Straße abgetragen, womit die Linie 4 nun Endgültig vom Wiltener Platzl kommend über die Maria-Theresien-Straße, Museumstraße, Ing-Etzel-Straße, Claudiastraße, Kaiser-Franz-Josef-Straße und Erzhg-Eugen-Straße zur Kettenbrücke gelangte und retour über die Falkstraße und Conradstraße zum Claudiaplatz und dann den umgekehrten Weg wie vorhin beschrieben zum Wiltener Platzl fuhr. Am 13. Juli wurde eine Lichtsignalanlage bei der Mühlauer Brücke in Betrieb genommen, um anzuzeigen, wenn der folgende eingleisige Abschnitt besetzt war. Am 5. August wurde die neue Mühlauer Brücke eröffnet, womit die Lokalbahn nun nicht mehr über eine eigene Bahnbrücke verfügten, sondern die Straßenbrücke, dort aber auf eigenem Gleiskörper, mitbenützte. Ab Ende Oktober fuhr die Lokalbahn nicht mehr zum Wiltener Platzl, sondern nur noch zum Hauptbahnhof, womit die Bahn von der Maria-Theresien-Straße aus kommend in die Salurnerstraße einbog, zum Bahnhof fuhr, dort ihre Stehzeit abwartete und über die Bruneckerstraße zurück zur Ing-Etzel-Straße fuhr. Ursprünglich sollte der Innenstadtring im Uhrzeigersinn durchfahren werden, aber da die Steigung in der Bruneckerstraße für Fünfwagenzüge mit zweimotorigen Triebwagen zu steil war, einigte man sich auf die schlussendliche Variante. Im April 1940 wurde die Bedarfshaltestelle Südtirolerlager (km 5,5) östlich der damaligen Reichenauer Brücke eröffnet, allerdings bereit im Herbst 1941 zur Reichenauer Brücke verschoben und in Reichenauer Brücke umbenannt. Weiters wurde 1940 die Maria-Theresien-Straße auf ihrer gesamten Länge zweigleisig ausgebaut, die Haltestelle Hindenburgplatz (Claudiaplatz) der Linie 1 zukünftig mit verwendet, sowie die Trennstelle 1200/600 Volt zur Mühlauer Brücke verlegt, welche aber bereits 1943 erneut zum Gh Dollinger verschoben wurde. Die Haltestellen Claudiaplatz und Bienerstraße wurden 1945 wieder aufgelassen, um die Fahrzeit zu verringern, und der Linie 1 nicht die Fahrgäste wegzunehmen.
1946 wurde die Haltestelle Südtirolerlager wieder eingeführt, da die französischen Besatzer dort ihre Unterkünfte hatten. 1948 wurde die Haltestelle Reichenau östlich der Reichenauer Brücke verlegt. Im folgenden Jahr wurde die Haltestelle Röhrenwerk (km 1,2) vor den Tiroler Röhrenwerken östlich der heutigen Lorettobrücke errichtet. Die Brücke (km 1,3) selber wurde erst im Dezember 1952 fertig gestellt, wobei die Haltestellen Loretto und Röhrenwerk zu einer gemeinsamen Haltestelle auf der Brücke zusammengelegt wurden. Im Juli 1955 wurde ein Stutzgleis beim Schießstand eingerichtet und gegen Jahresende die Haltestellen Haller Au (später Zollfreizone, km 2,4) und Neu-Rum (km 4,6) errichtet, wobei auch nun zusätzlich in der Haltestelle der Linie 1 am Haydnplatz gehalten wurde. Mit der Eröffnung der Konzertkurve 1956 wurde der ehemalige Bahnschranken bei der heutigen Grassmayrkreuzung abgetragen. Da in Hall nur die Triebwagen in der Remise abgestellt wurden bzw. nur jeweils ein Triebwagen nach Dienstschluss in Hall verblieb, wurde 1959 das nördliche Gleis, sowie dessen Einfahrtsweiche abgetragen. Im Oktober des folgenden Jahres wurde die Weiche vom Bergisel in die Leopoldstraße abgetragen (die Gleise zwischen Bergisel und Leopoldstraße wurden bis 1962 entfernt), womit die Haller nun über die Linie 1 und Andreas-Hofer-Straße ausrücken musste. 1961 wurde die 1200/600-Volt-Trennstelle zur Rauchmühle verlegt, wo sie bis Betriebseinstellung blieb, sowie das zweite Gleis in der Bruneckerstraße komplett entfernt. Im August 1964/65 wurde der Kapuzinerberg in der Ing.-Etzel-Straße abgetragen, welcher sich für die Linie 4 immer wieder als Hindernis erwies, wenn Schulkinder am letzten Beiwagen die Handbremse zugedreht hatten, womit die bei 600V schwachen Haller Triebwagen die Steigung nicht mehr hinauf kamen und zurückschieben mussten, um erneut Schwung zu holen. Des Weiteren wurde Anfang 1965 das letzte Gleisstück in der Leopoldstraße von der Triumphpforte zum Wiltener Platzl abgetragen. 1966 wurde das Stutzgleis beim Schießstand wieder entfernt und 1967 wurde die Haltestelle Triumphpforte aufgelassen, da sie zu Nahe an der Haltestelle Bismarckplatz (dem heutigen Landhausplatz) lag. Da die Zufahrt zur Remise in Hall quer über den Autobahnzubringer der Linie 4 führte, wurde 1973 hier eine durch die Mitarbeiter der Lokalbahn stellbare Lichtsignalanlage zum Sperren der Kreuzung aufgestellt.

### Nach der Einstellung der Bahn
Nach der Umstellung der Linie 4 auf Autobusse am 8. Juni 1974 wurde die Trasse der Lokalbahn zwischen der Kreuzung Erzherzog-Eugen-Straße mit der Falkstraße bis Hall abgetragen. Auf großen Teilen der Trasse wird ein Radweg errichtet. Am unteren Stadtplatz verbleiben bis Mitte der 1990er Jahre die Weichenanlagen und Gleise. Die Weiche für die Abzweigung in die Remise wurde nach ihrem Ausbau nach Innsbruck gebracht, und beim alten Stubaitalbahnhof wieder eingebaut, um damit die Remise der Tiroler MuseumsBahnen wieder an das Stadtnetz der IVB anzuschließen. Das letzte durchgehend ehemals von der Lokalbahn befahrene Stück ist nach der Entfernung der Gleise in der nördlichen Maria-Theresien-Straße Ende 2007, die Gleistrasse zwischen Anichstraße und Triumphpforte.

### Schienenersatzverkehr
Der 1974 eingerichtete Schienenersatzverkehr in Form der Autobuslinie 4 fährt vom Hauptbahnhof aus durch die Brixner Straße, die Sillgasse und die Kaiserjägerstraße zum Rennweg. Diesem folgend erreicht sie die Mühlauer Brücke, um dann der Hallerstraße entlang, parallel zur alten Lokalbahntrasse, den Unteren Stadtplatz zu erreichen. In Hall benutzen die Busse eine Häuserblockschleife um auch den innerörtlichen Verkehr zu bedienen. Am Rückweg fuhr der Bus ursprünglich von Hall kommend dem Rennweg über das Herzog-Otto-Ufer bis zum Marktplatz, um dann über den Marktgraben, die Maria-Theresien-Straße und die Salurnerstraße erneut den Hauptbahnhof zu erreichen. Seit Dezember 1995 nimmt die Linie 4 in Innsbruck den gleichen Weg in Richtung Hauptbahnhof wie in Richtung Hall.

## Betrieb
Die Konzession sah vor, dass der Betrieb mit mindestens drei Lokomotiven, acht Personen- und acht Güterwagen eröffnet werden sollte. Pferdekraft wurde von Anfang an ausgeschlossen, und so sah die Konzession den Betrieb mittels Dampflokomotiven oder elektrischen Triebfahrzeugen vor. Tatsächlich wurde der Betrieb mit vier Dampflokomotiven, neun Personenwagen und zwei geschlossenem Güterwagen aufgenommen. Bei der Eröffnung der Bahn betrug der Fahrpreis innerhalb der Stadt fünf Kreuzer (Zone I), von Innsbruck nach Wilten oder Mühlau acht Kreuzer (Zone II), und für jede weitere Gemeinde je zwei Kreuzer zusätzlich. Die Züge verkehrten im Stundentakt. 1892 kam es bereits im Februar zur ersten Tarifanpassung, und es wurde teilweise der Takt auf einen Halbstundenintervall verdichtet. Der Fuhrpark war bis zum Ende des Jahres auf sechs Dampflokomotiven und 18 Beiwagen angewachsen. Ab Sommer 1894 wurde auf der Strecke das ganze Jahr über ein Halbstundentakt angeboten sowie ein Spätzug von Wilten nach Mühlau eingeführt. 1899 fuhr die Lokalbahn an Werktagen vormittags zwischen Bergisel und Dollinger im Halbstundentakt, ab Nachmittag und an Sonn- und Feiertagen ganztags bis Hall im Halbstundentakt.
Bis Ende 1900 verfügte die Lokalbahn schließlich über acht Dampflokomotiven und 29 Personenwagen sowie vier geschlossene und zwei offene Güterwagen. Nach der Umstellung der Lokalbahn auf Elektrotraktion 1909 wurde 1912 die Bahn teilweise nur bis zur Maria-Theresien-Straße geführt, um einen Triebwagen einzusparen. Im Oktober 1913 umfasste der Auslauf der Lokalbahn zwei Garnituren im Stundentakt beziehungsweise vier Garnituren im Halbstundentakt. Ab August 1914 wurde der Takt auf der Lokalbahn ausgedünnt, da wegen des Kriegseinbruchs zahlreiche Angestellte des Fahrdienstes eingezogen worden waren. Dafür wurde mit einem Zugpaar zwischen Innsbruck und Hall eine Postbeförderung eingerichtet, und der erste Zug von Innsbruck transportierte Zeitungen nach Hall. Damit der Betrieb aufrechterhalten werden konnte, wurden ab Juni 1915 Schaffnerinnen eingeschult. Da die Fahrbetriebsmittel so wertvoll geworden waren, wurde in Loretto auch bei grünem Signal angehalten werden, um sicher zu gehen, dass die Eisenbahnkreuzung frei war. Ab Jänner 1916 übernahm die Lokalbahn zahlreiche Verwundetentransporte, wofür sogar extra anfangs Güterwagen, später die offenen Beiwagen umgerüstet wurden. Von der Partie, die in Hall endete, mussten die weiblichen Bediensteten in der Remise schlafen, während die männlichen Bediensteten im Gasthof Engl übernachteten. Im September 1916 wurde die Schneeräumung auf den Lokalbahnlinien neu reglementiert: Bei Vereisungsgefahr war alle 20 Minuten mit der Schneekehre zu fahren. Bis auf wenige Ausnahmen wurde auf der Überlandstrecke nicht gesalzen (nur in den benötigten Ausweichen). Es gab einen Militärtarif, der es ermöglichte alle Haltestellen innerhalb des Lokalbahnnetzes mit einer Fahrkarte zu erreichen. Ab Anfang 1917 wurden teilweise Züge mit fünf Haller Beiwagen oder vier größeren Stadtbeiwagen geführt. Zweitere durften aber mangels der durchgehenden Druckluftbremse in der Stadt mit maximal 15 km/h fahren. Ab März wurden eigene Schülerwagen im Zug geführt, da die Beschwerden über ungebührlich benehmende Schüler zugenommen hatten. Beim Fahrgastwechsel durften jeweils nur die hinteren Gatter verwendet werden, was diesen sehr verlangsamte. Es wurde ein Ansuchen an das Ministerium gesendet, dass man auch die vorderen Einstiege verwenden dürfe. Ab Anfang 1918 wurden die sieben vorhandenen Tarifzonen auf drei neue Tarifzonen zusammengefasst. Ab April wurde unter der Woche ein Stundentakt und an Sonn- und Feiertagen ein Halbstundentakt angeboten, wofür jeweils fünf beziehungsweise sechs Triebwagen benötigt wurden. Dies wurde durch eine Lieferung von Magnetspulen für die verschlissenen Motoren ermöglicht. Von Hall kommend fuhr der Triebwagen zuerst in die Fischergasse, dann als Linie 2 ohne Beiwagen nach Mühlau und dann wieder zurück in die Fischergasse, wo er die Beiwagen des Vorzuges aufnahm und als Linie 4 wieder nach Hall fuhr. Im Stadtgebiet wurde der Tarif auf 18 Heller erhöht. Ab September konnte die Lokalbahn auch an Werktagen am Nachmittag im Halbstundentakt verkehren.
Mit dem Kriegsende am 7. November 1918 verlässt ein Großteil der Bediensteten die Lokalbahn, womit der Betrieb in Frage steht. Ab Februar 1919 wird auf der Linie 4 wieder durchgängig im Halbstundentakt gefahren. Der Vertrag der Bediensteten sah zu dieser Zeit ab einem Jahr Betriebszugehörigkeit sieben Tage Urlaub, ab fünf Jahren zwei Wochen Urlaub vor. Um den Gewinn zu erhöhen, werden von Anfang 1920 bis April 1920 keine Monatskarten mehr ausgegeben, womit die Fahrgäste teurere Einzelkarten erwerben müssen. Ende August desselben Jahres kam es wieder zu einer Tariferhöhung, Zone I zwei Kronen, Zone II drei Kronen, Zone III viereinhalb Kronen, weiters wurden auch erhöhte Feier- und Sonntagstarife eingeführt. Im September erfolgte eine weitere Tariferhöhung. Im April des folgenden Jahres werden die Tarife erneut angepasst (Zone I/II/III 4/6/8 Kronen, für Einheimische 3/4/5 Kronen). Um den finanziellen Problemen Herr zu werden, wird bereits eine Woche später eine neue Tariferhöhung beantragt. Mitte Mai werden die Tarife dann erneut erhöht (Zone II/III (Einheimische), 15(8)/20(10) Kronen), Anfang Dezember ebenfalls (Zone I/II/III (Einheimische) 24(16)/30(20)/40(24) Kronen), und zwei Wochen später werden nochmals, die Einheimischentarife angehoben. Anfang Jänner 1922 verfügt das Verkehrsministerium, dass die Lokalbahn Züge aus maximal fünf Wagen bestehend führen darf. Weitere Tarifsteigerungen Zone I/II/III (Einheimische): Anfang März auf 60(40)/150(90)/150(90) Kronen; Anfang Juni auf 130(40)/200(90)/200(90) Kronen; Mitte August 500(160)/?/? Kronen; Anfang Oktober auf 1200(800)/1400(1000)/3000(2600) Kronen; Juni 1923 auf 1500(?)/?/? Kronen; Anfang Jänner 1924 auf 2000(1200)/?/? Kronen; Anfang August auf 2600(2200)/?/? Kronen. 1925 kostet die Miete für den Güterwagen der Haller Botin 200000 Kronen. Im November 1926 wird ein um 14 Groschen reduzierter Tarif für Berufstätige zwischen 6:00 und 7:30 eingeführt, Ende November 1927 betragen die Tarife in der Zone I 0,5 (0,4) Schilling. Ab dem Winterfahrplan von Anfang Oktober 1929 an, werden für den Auslauf der Linie 4 nur noch 3 Garnituren bei einem Halbstundentakt benötigt, wobei die Fahrzeit von Hall zum Wiltener Platzl je Kurs zwischen 39 und 41 Minuten. 1930 spulten die Triebwagen der Lokalbahn 278.018 und die Beiwagen 570.554 Kilometer ab. Durch eine Verbesserung der Gleislage konnte die Fahrzeit bis Ende 1931 auf 28 bis 32 Minuten verkürzt werden. Richtung Hall war die Fahrzeit aufgrund des Gefälles nochmals um 4 Minuten kürzer. Im Mai 1932 kann die Fahrzeug der Linie 4 um drei Minuten verbessert werden, dies wird durch die Errichtung einer Speiseleitung ermöglicht. Allerdings wirkt sich die Wirtschaftskrise noch immer negativ auf das Betriebsergebnis aus, so dass mit der letzten Fahrpreiserhöhung die Fahrgastfrequenz um 20 Prozent zurückgegangen ist. Zum Winter hin erholt sich allerdings die Situation, und die Lokalbahn macht laufend Verspätungen aufgrund der überfüllten Fahrzeuge. So muss im Jänner und Dezember 1933 die Zugkreuzung vorübergehend von Thaur nach Rum verlegt werden. Um Strom zu sparen, wird 1934 die Dienstvorschrift herausgegeben, dass bei Schönwetter Fahrzeuge erst ab −2 °C und bei Schlechtwetter ab +4 °C geheizt werden dürfen. Dazu ersetzt der letzte Kurs der Linie 4 die Linie 1 um die Kilometerleistung der Stadttriebwagen zu reduzieren. Um den starken Feiertagsverkehr stemmen zu können, werden teilweise Züge mit je zwei Garnituren geführt. Um allerdings Umformerschäden zu vermeiden, war es den Zügen verboten, gleichzeitig anzufahren. Im November wird probeweise ein Kombiticket mit dem Kraftverkehr Mühlau verkauft.
Mit der Machtübernahme der Nationalsozialisten wurde die Personalvertretung abgesetzt und der Direktor ausgetauscht. Teilnehmer an „Kraft-durch-Freude“-Reisen erhalten Einheimischen Tarife auf der Lokalbahn. Dies, und der Anschluss führten zu einem extremen Verkehrsaufschwung. Dies macht auch einen weiteren Gleichrichter in der Stadt nötig. Um die Lokalbahn zu beschleunigen, sollen weitere Triebwagen mit vier Motoren ausgerüstet werden, sowie der Wagenkasten aus Holz, durch einen leichteren aus Alu ersetzt werden. Im August tritt eine Verordnung in Kraft, dass Straßenbahnfahrzeuge über Fahrtrichtungsanzeiger verfügen müssen, welche darauf hin bis März 1939 nachgerüstet werden. Um innerstädtisch die Bahn zu beschleunigen, sollen die Triumphpforte sowie die Annasäule entfernt werden, und die Engstelle in der Leopoldstraße erweitert werden, um einen durchgängigen zweigleisigen Betrieb zu ermöglichen. Eine andere Planung sieht vor, die Lokalbahn auf einen Obus-Betrieb umzustellen, was allerdings abgelehnt wird, da der Obus-Betrieb nicht die nötige Kapazität bieten kann. Das Umsetzen der Triebwagen am Wiltener Platz behindert den bis 1939 stark gestiegenen Individualverkehr, womit diese dort nicht mehr wenden soll, sondern eine Schleife über den Hauptbahnhof fahren soll. Am 8. Mai 1939 wird der Kraftverkehr Innsbruck (der größte lokale Autobusbetreiber) von der Lokalbahngesellschaft übernommen, womit die Konkurrenz auf der Straße sinkt. Ab Juli werden auch wieder weibliche Schaffner eingesetzt. Im September wird die 51-Stunden Woche eingeführt, allerdings nicht für das Fahrpersonal. Die Einnahmen können bei der Lokalbahn über 50 Prozent zum Vorjahr gesteigert werden. Ab 1940 findet die Zugkreuzung vorerst nicht mehr in Thaur, sondern in Rum statt, was aufgrund der kürzeren Ausweiche bei Zügen mit sechs Beiwagen immer wieder zu Problemen führt. Im Juli 1940 wird die Oberleitungsspannung von 1000 auf 1200 Volt erhöht, was eine Inbetriebnahme eines neuen Gleichrichters beim Hochhaus möglich macht. Dies führt allerdings dazu, dass die beiden oberen Fahrstufen, welche über eine Feldschwächung verfügen, gesperrt werden müssen. Ab August 1940 wird die Linie 4 schlussendlich gegen den Uhrzeigersinn über den Innenstadtring über den Bahnhof geführt, um somit die Verschubarbeiten am Wiltener Platzl beim Umsetzen entfallen lassen zu können. Die Lokalbahn sucht in einem Schreiben an die Reichsgruppe Schienenverkehr für neue Fahrzeuge an. Man rechnet damit, dass die alten Fahrzeuge in spätestens zwei Jahren den Dienst versagen würden. Allerdings mussten die Fahrzeuge teilweise noch weitere 40 Jahre ihren Dienst verrichten. Ende des Jahres wird die Trennstelle zwischen der Stadt- und Überlandspannung zur Mühlauer Brücke verlegt. Im Dezember wird der Fahrplan rigoros abgeändert. Die Zugfolge beträgt nun 24 Minuten, und die Fahrt über die Innenstadtschleife wird fixiert. Ab nun gilt das bis zum Ende der Lokalbahn bestehende Nummerierungsschema für Züge, welches mit dem ersten Zug bei 400 beginnt. Die Zugkreuzung wird wieder nach Thaur verlegt, und die Personalablöse findet am Hauptbahnhof statt. Bedingt durch eine Kältewelle kommt es zu vielen Krankenständen, wodurch fast die Hälfte des Personals ausgetauscht werden musste. Im Jänner 1941 kommt es zu einem Unfall beim Bahnübergang bei Loretto, bei dem ein Güterzug der Reichsbahn mit einem Zug der Lokalbahn zusammenstößt, da die Schrankenanlage defekt war. Nachdem bereits kurz zuvor ein Unfall auf der Mittelgebirgsbahn vorübergehend zwei Triebwagen unbrauchbar gemacht hat, ist über ein Drittel der Fahrzeuge untauglich, was zu einem Engpass führt. Im Februar werden die Kurzstreckentarife in der Stadt aufgelassen. Im August werden die üblichen rot/weißen Haltestellenschilder durch die heute noch gebräuchlichen Zeichen für eine Haltestelle (gelber Kreis, grünes H) ersetzt. Am 27. Oktober 1941 wird die Gesellschaft Lokalbahn Innsbruck – Hall i. Tirol in Innsbrucker Verkehrsbetriebe umbenannt. Aufgrund der schlechten Sichtbarkeit der Zugspitzen- und Zugschlussbeleuchtung, muss sowohl an der Zugspitze, als auch am Zugschluss eine Petroleumlaterne mitgeführt werden. Um die Sommerbeiwagen auch im Winter einsetzen zu können, wurden sie im Laufe des Jahres mit Fenstern ausgerüstet. Nachdem es im Jänner 1942 zu einem Auffahrunfall in Thaur gekommen ist, muss in der Hauptverkehrszeit ein Revisor die Zugkreuzungen überwachen. Im April wird darauf hin das Nachzugsymbol eingeführt (gelbe, quadratische Tafel mit einem auf der Basis stehendem grünem, gleichseitigem Dreieck), welches anzeigt, dass ein weiterer Zug der aktuellen Garnitur nachfolgt, und der Gegenzug in der Kreuzung Thaur nicht sofort losfahren darf. Im Sommer wird die Gepäcksmitnahme eingeschränkt, da die Züge oftmals überfüllt waren, und Reisende aufgrund des Gepäcks keinen Platz mehr gefunden haben. Im März 1943 wird die Trennstelle zwischen der Stadt- und Überlandspannung vor den Gasthof Dollinger verlegt. Im September wird das Rauchverbot in den Zügen eingeführt. Die Fahrer werden dazu aufgerufen, stromsparend zu fahren. Ab September werden an Sams-, Sonn- und Feiertagen jeweils der erste und letzte Zug in zwei Teilen mit je einem Triebwagen und zwei Beiwagen geführt. Die Kinderwagen und Fahrradbeförderung wird eingestellt. Durch die Luftangriffe wird ab Dezember 1943 bis zum Kriegsende der gesamte Straßenbahnbetrieb, und somit auch die Linie 4 eingestellt. Vereinzelt wurde der Betrieb immer wieder für kurze Zeit aufgenommen, je nach Zustand des Gleisnetzes auch auf geänderten Streckenführungen. Ab Ende August wird die 60 Stundenwoche eingeführt. Der Fahrdienst ist davon nicht betroffen. Mit Jahresanfang 1945 wird ein Einheitstarif eingeführt: Für die Zone I 0,20 Reichsmark, für die Zone II 0,30 Reichsmark. Es gibt keine Einheimischentarife mehr, jedoch für Kinder eine Ermäßigung.
Bei Kriegsende lag der Betrieb still, da die meisten Brücken, die von der Bahn benützt werden, unbefahrbar sind. Ab Mitte Mai wird generell die 48-Stunden Woche eingeführt. Das Rauchverbot auf der Lokalbahn wird gelockert, und besteht nur noch im Wageninneren. Ab Ende Juli verkehrt die Lokalbahn wieder auf der regulären Strecke. Im August werden die Haltestelle Bienerstraße und Claudiaplatz aufgelassen, um die Linie 4 zu beschleunigen. Im Dezember 1946 wird der Fahrpreis für die Zone I auf 0,25 Schilling festgelegt, und Schülerkarten nur an Schüler mit mehr als einem Kilometer Schulweg ausgegeben. Die Mitnahme von Wintersportgeräten wird verboten. Im August 1947 stieg der Fahrpreis für die Zone I auf 0,40 Schilling, im Juli 1949 auf 0,50 Schilling. Ab 1950 muss die vordere Plattform in Triebwagen nicht mehr für Besatzungsoffiziere freigehalten werden. Im Sommer 1950 werden die Betriebszeiten der Linie 4 bis 00:30 ausgedehnt. Im Dezember steigt der Fahrpreis auf 0,60 Schilling für die Zone I. Um die Besucher der Kolpingbühne nach Hall zu bringen, hält temporär ein Zug um 22:55 bei der Kolpingbühne bei der Dreiheiligenstraße. Mitte 1951 werden in der Zone I Jahreskarten eingeführt und der Fahrpreis auf 0,80 Schilling für Einzeltickets erhöht. Ende des Jahres werden die Fahrtrichtungsanzeiger, die nach dem Anschluss an das Deutsche Reich montiert worden waren, wieder in Betrieb genommen. Diese konnten allerdings nur im innerstädtischen Bereich verwendet werden, da sie nur für 600 Volt dimensioniert waren. Im Juli 1952 stieg der Fahrpreis auf 1,00 Schilling an. Bei den Triebwagen wurden, um den zunehmenden Straßenverkehr nicht zu stören, die alten starren Scheinwerfer gegen abblendbare ausgetauscht. Im Jänner 1954 stieg der Fahrpreis für die Zone I auf 1,20 Schilling, im Juli 1957 auf 1,50 Schilling, im Jänner 1961 auf 2,00 Schilling, im Juli 1963 auf 2,50 Schilling, im Jänner 1967 auf 3,00 Schilling, im Jänner 1969 auf vier Schilling. Ab 1970 wird damit begonnen, die Haller Beiwagen in größerem Umfang auszumustern und teilweise an Private abzugeben. 1972 steigt der Fahrpreis für Einzeltickets in der Zone I auf 5 Schilling. In diesem Jahr wird auch der Autobahnzubringer in Hall gebaut, so dass die Züge nur bis Kugelfangweg verkehren können. Ab März 1973 kann die Bahn wieder bis nach Hall fahren. Die Zufahrt zur Remise quer über die Kreuzung des Autobahnzubringers wird mittels einer schlüsselgesteuerten Ampel geregelt. Im April 1974 steigt der Fahrpreis in der Zone I auf 6,00 Schilling. Am 8. Juni 1974 wird der Bahnbetrieb auf der Linie 4 eingestellt. Um die Lokalbahnkonzession halten zu können, wird die neue Autobuslinie 4 offiziell im Schienenersatzverkehr betrieben.

## Fuhrpark
Die Lokalbahn nach Hall hatte über viele Jahre hinweg einen für sie typischen Fuhrpark, da die Linie aufgelassen wurde, ohne dass jemals neue Fahrzeuge beschafft wurden. So sind in der Bevölkerung „Haller Triebwagen“ und „Haller Beiwagen“ gängige Begriffe für die häufigsten Nostalgieschienenfahrzeuge in Innsbruck. Von den ehemals acht Triebwagen sind auch heute noch vier betriebsfähig, wovon zwei wegen ihrer Verwendung als Arbeitsfahrzeuge nie abgestellt wurden und zwei Fahrzeuge im Besitz der Tiroler MuseumsBahnen (TMB) sind. Drei weitere Triebwagen sind noch bei den Nostalgiebahnen in Kärnten (NBiK) in desolatem oder zerlegtem Zustand erhalten und von einem Triebwagen existiert nur noch der Führerstand. Während die Dampflokomotiven wahrscheinlich alle verschrottet wurden, existieren von den 29 für die Lokalbahn gekauften Beiwagen auch heute noch neun Stück bei den NBiK, zwei bei den TMB, einer im Tramwaymuseum Graz, sowie zwei Stück bei privaten Sammlern. Von den Güterwagen sind heute noch die beiden 1918 erbauten langen Loren im Einsatz, während Güterwagen 253 bei den NBiK. Auch ist die 1909 beschaffte Schneekehre bei den TMB erhalten.